# Železniční trať Lovosice – Česká Lípa
Železniční trať Lovosice–Česká Lípa hlavní nádraží (v jízdním řádu pro cestující označená číslem 087) je jednokolejná regionální dráha vedoucí z Lovosic do České Lípy přes Litoměřice. Trať vystavěla společnost Ústecko-teplická dráha mezi lety 1896 a 1898 jako druhý úsek své Severočeské transverzálky – nejdelší místní dráhy v Českých zemích. Roku 1900 byla transverzálka prodloužena až do cílového Liberce.
Ústecko-teplická dráha zajišťovala provoz na trati až do roku 1923, kdy byla firma zestátněna a dopravu převzaly Československé státní dráhy. Ty zavedly provoz méně vytížených vlaků motorovými vozy a později provedly i rekonstrukce některých úseků. Mezi lety 1938 a 1945 byla doprava v režii německých Deutsche Reichsbahn.
Parní lokomotivy na trati sloužily až do roku 1979, kdy byly definitivně nahrazeny stroji motorovými. Od devadesátých let nastal pokles zejména nákladní dopravy a i doprava osobní byla plně převedena do režie motorových vozů, zejména řady 810. Trať byla zařazena mezi regionální dráhy a po roce 2005 klesla nákladní doprava na minimum.
Ma trati jezdí osobní vlaky ve dvouhodinovém taktu. V letech 2021/2022 zde jezdily motorové jednotky Regionova (814) a 841.2, které byly v následujícím období nahrazeny jednotkami ČD  841 201. Vlaky z Lovosic pokračují dále do Loun, případně Postoloprt. Dále jsou tyto vlaky posíleny v úseku Úštěk – Litoměřice (– Louny). V DÚK jsou vlaky vedeny jako linka U11. V úseku Lovosice (Čížkovice) – Litoměřice je také doplňují vlaky dopravce AŽD Praha (Švestková dráha), které z Lovosic (Čížkovic) pokračují dále do Mostu (linka U10). Nákladní doprava již není od roku 2011 provozována.[zdroj?]

## Historie

### První projekty

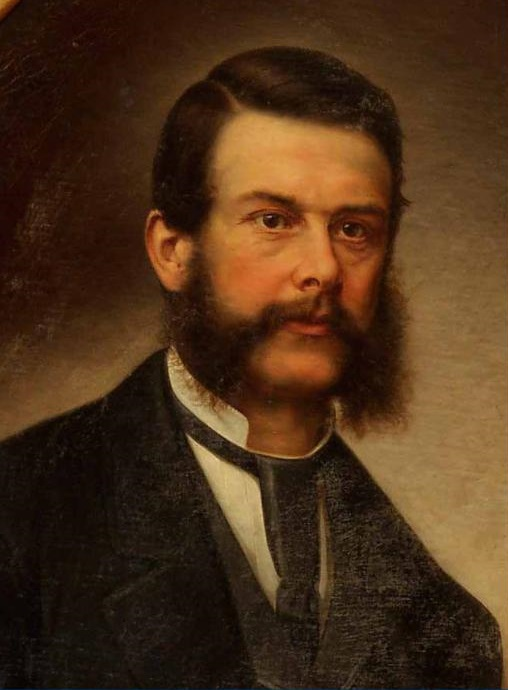
Adolf Josef Schwarzenberg

Koncem šedesátých let 19. století se rozjely vlaky po první železniční trati na Českolipsku, jíž se stala hlavní trať Bakov nad Jizerou – Rumburk, vybudovaná podnikem Česká severní dráha (BNB z německého oficiálního názvu Böhmische Nordbahn). V Bakově byla trať napojena na stávající spojnici Turnovsko-kralupsko-pražské dráhy (otevřena 1865) a umožnila tak na svou dobu poměrně rychlé spojení Prahy a středních Čech nejen se Šluknovským výběžkem. Stále však citelně chybělo přímé spojení regionálního střediska České Lípy s Polabím, zejména dalšími významnými městy Litoměřicemi a Lovosicemi. Jeden z problémů při plánování takto vedené trati představoval členitý terén, zejména v oblasti údolí Peklo a okolí zámku v Zahrádkách. Přesto už v roce 1867 (kdy byla i trať Bakov – Rumburk teprve ve fázi výstavby) vznikl projekt velmi dlouhé, tzv. České jihozápadní dráhy, začínající v Hodkovicích nad Mohelkou na trati Jihoseveroněmecké spojovací dráhy a vedoucí přes Českou Lípu, Litoměřice, Postoloprty dále na jih až na Šumavu (cílovou stanicí se měl stát Strážný na hranici s Bavorskem). Projektovaná délka činila přes 450 kilometrů a v dané době se zdálo téměř nereálné trať postavit v celém rozsahu. I přes tyto nesnáze se spolku vedenému knížetem Adolfem Josefem ze Schwarzenbergu podařilo v říjnu 1872 od rakouské vlády získat koncesi ke stavbě takovéto trati. Práce na projektu však nebyly nikdy zahájeny – jednou z příčin byl krach vídeňské burzy v květnu 1873, který zapříčinil problémy s financováním a část zájemců od spolupráce na projektu odstoupila. Na jaře 1874 byla nakonec platnost koncese anulována a tím skončily poslední úvahy o stavbě takovéto trati.
Podobný průběh měly i další projekty poslance Dr. Antonína Webera z Litoměřic a Vavřince, rytíře ze Steinů, kteří taktéž mezi lety 1870 a 1871 usilovali o koncesi na stavbu zkrácené trati (Postoloprty –) Lovosice – Česká Lípa – Hodkovice. Koncesi však neobdrželi v reakci na její udělení později zrušenému projektu České jihozápadní dráhy.
Tímto na několik let diskuze o trati jihozápadně od České Lípy ustaly; ještě po roce 1880 ale proběhla série jednání ohledně vedení trati ze Zahrádek do České Lípy, a to opět údolím Robečského potoka. Dokonce začalo i předběžné vyměřování spojnice Litoměřice – Česká Lípa. Po vlně odporu nejen českolipských přírodovědeckých spolků proběhla 6. září 1881 politická pochůzka, která možnost vedení trati přes údolí Peklo zamítla.

### Liberecký projekt
Jen krátce po zrušení projektu Lovosice – Hodkovice vznikl roku 1882 nový plán na stavbu železnice z Loun přes Litoměřice a Českou Lípu do Liberce. Hlavní zájem na něm tentokrát měla Obchodní a živnostenská komora z Liberce, podporována dalšími zájemci také z Jablonecka, mimo jiné místním exportérem a politikem Emilem Müllerem. K této „hlavní“ trati patřila i odbočka Úštěk – Velké Březno a případné prodloužení přes Jablonec a Tanvald až na pruskou hranici. Po dalších úvahách a tahanicích bylo povolení k provedení předběžných prací na trase Jablonec – Louny liberecko-jabloneckému komité vydáno v červnu 1886 a vzápětí začaly první práce na vyměřování trati na východ od České Lípy. Velmi brzy však byly přerušeny kvůli zjištění finanční náročnosti stavby a projekt byl na čas pozastaven. Jeho znovuvzkříšení proběhlo až ve druhé polovině osmdesátých let, kdy se o něj začala znovu zajímat samotná liberecká radnice a nechala si zpracovat detailní posudek. Po jeho vyhotovení roku 1890 přišlo ke slovu opět nedostatečné finanční zajištění projektu, jelikož se nepodařilo sehnat další investory, ochotné právě sem vložit kapitál.

### Do hry vstupuje ATE

Plán transverzální dráhy Řetenice – Liberec

Zhruba v době, kdy i druhé kolo snah o stavbu trati z Liberce do Lovosic skončilo nezdarem, se o danou problematiku začala zajímat společnost, která doposud neměla s tímto počínáním téměř nic společného – Ústecko-teplická dráha (častěji používaná zkratka ATE z německého oficiálního názvu Aussig-Teplitzer Eisenbahn). Tento podnik provozoval síť uhelných drah v Podkrušnohoří, zejména na Teplicku a Mostecku. Společnost ATE se pyšnila jednou z největších ziskovostí v celé monarchii, a to jí přinášelo i jeden z paradoxních problémů – část svých vysokých zisků musela odevzdávat do státní pokladny jako daň. Správní rada společnosti (a nejen této, ale i dalších v podobné situaci) s touto skutečností bojovala několika způsoby. Jedním ze zavedených bylo vysoké sociální zabezpečení zaměstnanců (například dvě prosincové výplaty, sociální fond, příspěvky na cestování, ošacení, pobyty v lázních a další), které vedlo ke zvyšování jejich morálky a také celkové prestiže podniku. Další možností byly velké investice do železniční infrastruktury, vozidel a zařízení, které měly vykázaný zisk uměle snížit, aby společnost nemusela odvádět tak vysoké daně státu. Právě druhá jmenovaná možnost se naskytla v projektu liberecko-lovosické dráhy. Zároveň již od osmdesátých let probíhaly podobné boje i ve věci další trati, vedoucí z Bíliny k Labi s cílem přebrat dominantní společnosti alespoň část přeprav uhlí. I tento projekt ale narážel na nezajištěné financování a k jeho realizaci se neschylovalo.
Okolo roku 1893 tak vzniká ve společnosti ATE myšlenka stavby díla, které dosud bylo jen na papíře, útržkovité, či jen nejednoznačně navržené – Severočeské transverzálky. Věci nabraly spád po požádání o koncesi na stavbu prvního úseku Teplice – Lovosice, k němuž došlo v červenci 1894. Následně společnost zveřejnila prohlášení, že se hodlá angažovat ve stavbě trati z Lovosic dále přes Litoměřice a Českou Lípu až do Liberce.
V dubnu 1895 rozhodla rakouská vláda, že koncesi na stavbu transverzální dráhy získá Ústecko-teplická dráha. Úsek Teplice – Lovosice byl definitivně koncesován 13. června 1896 a ihned poté se začalo s jeho stavbou, jež byla po necelém roce a půl dokončena. Roku 1896 již probíhaly přípravné práce a revize trasy i na samotném navazujícím úseku z Lovosic do České Lípy o délce rovných 50 kilometrů.

### Realizace, boj sBNB

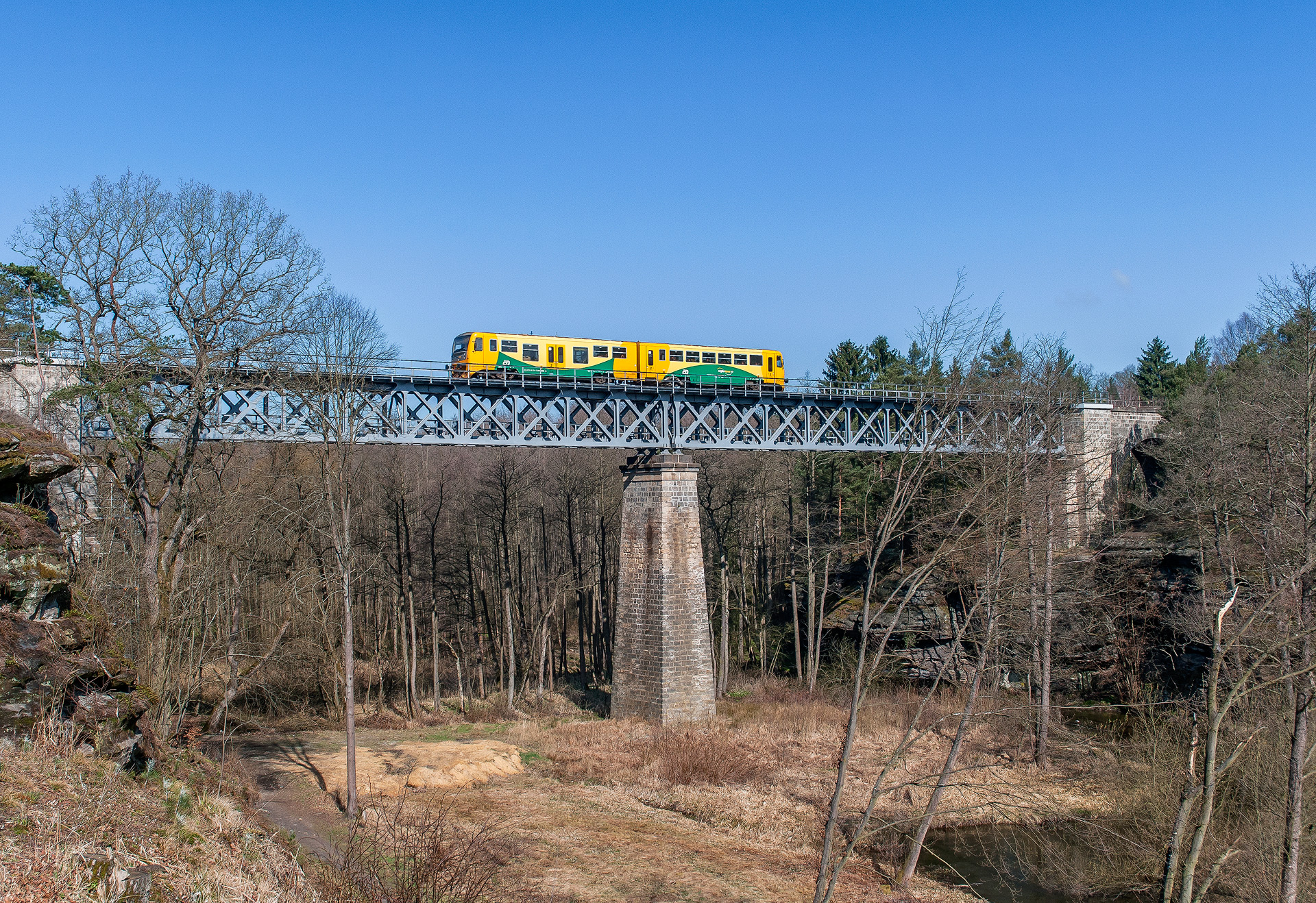
Viadukt v Karbě (2015)

Stejně jako v případě prvního úseku transverzálky, i zde museli projektanti pracovat ve zvlněném terénu, často vyžadujícím rozsáhlé zemní práce. Na mnoha místech došlo k použití ramp o maximálním přípustném sklonu 17 promile. Labe dráha překonala po mostě o třech příhradových polích s rozpětím 64,4 m, doplněných dalšími dvěma poli s přímými hlavními nosníky na každé straně. Tunelů byli investoři ušetřeni, zato na opačném konci úseku, před Českou Lípou, vzniklo druhé velké dílo rakouského stavitelství – kombinovaný viadukt přes údolí Peklo, poblíž osady Karba. Stavitelé zde museli respektovat závěry pochůzky z roku 1881, která zakázala stavbu trati po dně kaňonu přes přírodní rezervaci. Toto usnesení tak přineslo nutnost nákladné realizace viaduktu, skládajícího se ze dvou velkých příhradových polí a jednoho menšího, které mezi sebou oddělovaly čtyři kamenné oblouky, zasazené do pískovcové skály. Celý viadukt měřil na délku 234 metrů a nejvyšší výška kolejí nad údolím dosáhla 24,5 m. Stavbu úseku Lovosice – Litoměřice provedla vídeňská firma Bratři Redlichové a Wagner, navazující úsek do České Lípy budoval podnik Bratři Redlichové a Berger.
Další problémy přinesla křížení s tratěmi ostatních společností, nacházejícími se na trase dráhy. První jednání proběhla v Litoměřicích, kde ATE odmítla přistoupit na možnost společného nádraží se společností Rakouské severozápadní dráhy (ÖNWB, německý název Österreichische Nordwestbahn) a zbudovala stanici vlastní, severně od centra města (dnešní horní nádraží). Na trať ÖNWB z Nymburka do Děčína se napojila pouze jedinou krátkou spojkou ze stanice Žalhostice do Velkých Žernosek. S touto společností se vyjednávači ATE potkali ještě jednou, a to v otázce stanice v Úštěku. Zde končila místní dráha z Velkého Března, která sice samotné ÖNWB nepatřila, ale zajišťovala zde provoz na účet jejího vlastníka, konsorcia obcí na trase a několika podnikatelů. Ani zde nedošlo ke shodě mezi oběma stranami, nádraží transverzálky vyrostlo na břehu rybníka Chmelař a s lokálkou bylo opět spojeno jedinou kolejovou spojkou.

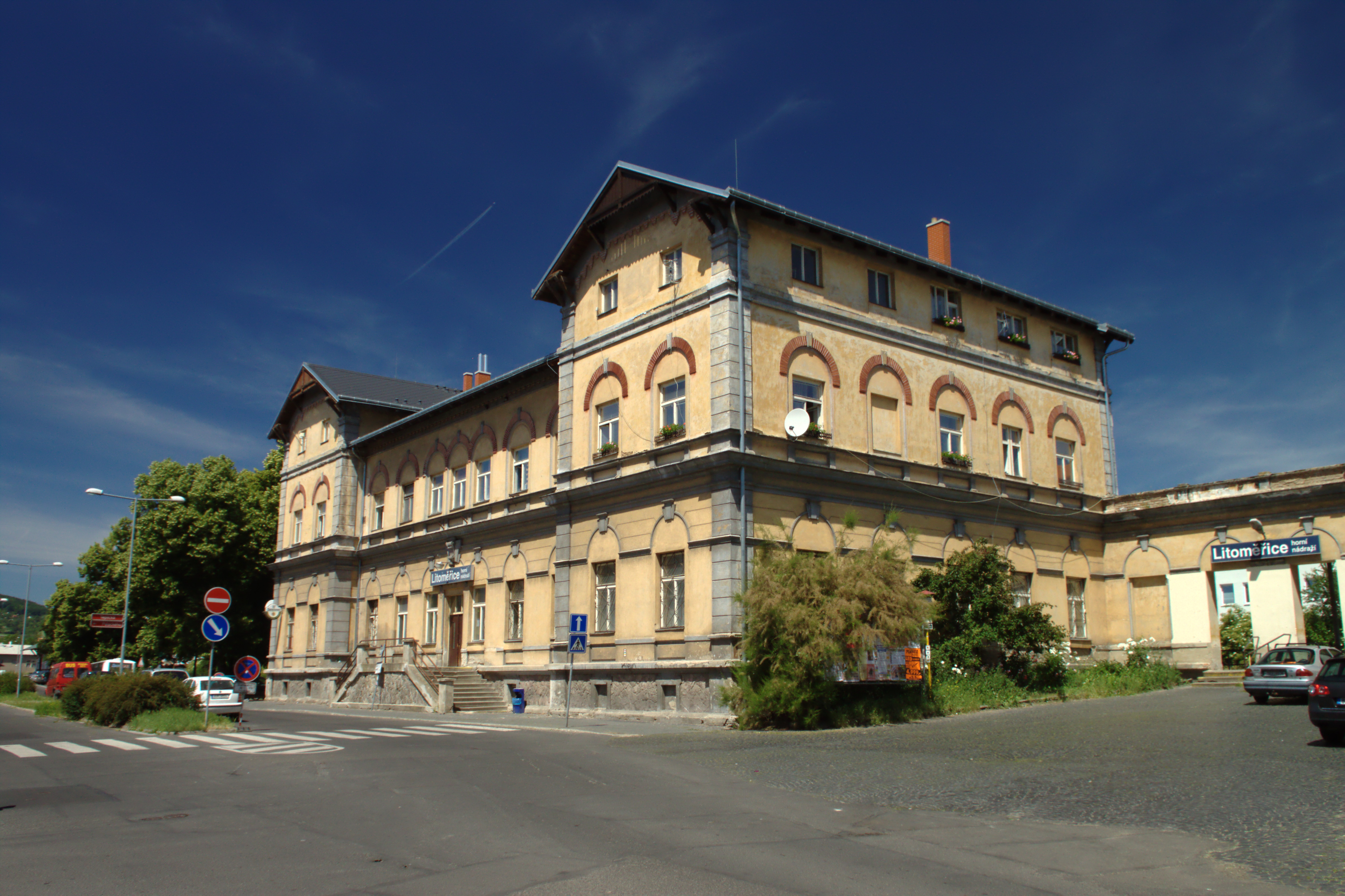
Nádraží ATE v Litoměřicích před rekonstrukcí

Největší spory a tahanice s sebou ovšem přinesla otázka zaústění trati do uzlu v České Lípě. Významná železniční křižovatka patřila dalšímu velkému hráči na poli železniční dopravy na severu Čech – České severní dráze (BNB). Vztahy mezi oběma společnostmi byly dlouhodobě vyhrocené, a to se projevilo i v tomto případě. Už na počátku roku 1895, krátce poté, co ATE ohlásila svůj záměr postavit transverzální dráhu, začala dosud nečinně přihlížející BNB jednat a snažila se dohodnout spolupráci s radnicemi některých měst v okolí (zejména Cvikova, Mimoně a Německého Jablonného) na narychlo připraveném projektu hlavní trati Mimoň – Liberec s odbočkou do Cvikova. Zoufalý pokus strhnout vývoj situace na svou stranu však BNB nevyšel a jak již bylo zmíněno, v dubnu 1895 nakonec rozhodla vláda o konečném udělení koncese jejímu konkurentovi.
Po tomto počinu bylo ATE jasné, že přivedení trati do českolipského uzlu nebude snadné. Původní ideu zaústění trati do stávající stanice BNB tato společnost odmítla. Na základě dlouhého vyjednávání přistoupily obě strany na kompromis – v těsné blízkosti nádraží BNB vznikla čekárna a malé kolejiště transverzální dráhy, kde měly zastavovat vlaky společnosti ATE (současné Lovosické nástupiště). Absurditu vzniklého stavu podtrhoval fakt, že si BNB ještě prosadila podmínku, aby zde vlaky konkurenční společnosti mohly pobývat pouze po dobu nezbytně nutnou k přestupu cestujících. Své českolipské hlavní nádraží si ATE zbudovala „na zelené louce“ za městem, s ohledem na plánované pokračování do Liberce (dnes nevyužívané nádraží Česká Lípa město). V následujících letech k němu přibylo i depo a provozní zázemí, kde byly deponovány lokomotivy pro provoz na transverzálce. Místní železniční dílny byly do provozu předány k 1. červenci 1904. Podobně sobecky se společnost BNB zachovala o několik let později i v Mladé Boleslavi, kde si opět vyvzdorovala nemožnost zaústění lokální dráhy Skalsko – Sobotka do své stanice. Lokálka tak musela celý uzel obejít po skalní terase a její provizorní zastávka vznikla několik set metrů od nádraží BNB.
Za výše zmíněných nesnadných podmínek byl koncem roku 1898  dokončen celý téměř padesátikilometrový úsek a Česká Lípa po mnoha letech čekání získala přímé spojení s Litoměřickem a Polabím. Výsledné řešení českolipského uzlu nebylo pro ATE ideální a stavbu trati prodražilo (dráha musela trať BNB přejít po mostku a teprve poté byla přivedena do její stanice), ale alespoň umožnilo pohodlné napojení posledního úseku transverzální dráhy. Dne 18. října 1898 započal provoz na spojnici Lovosice – Litoměřice, zbytek trati si ještě vyžádal dokončovací práce a do České Lípy oficiálně přijel první vlak 14. prosince téhož roku.

### Počátky provozu

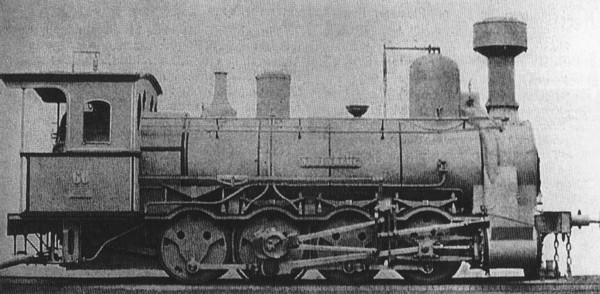
Lokomotiva ATE typu IVa

Česká Lípa byla koncovou stanicí trati pouze necelé dva roky – v letech 1899–1900 proběhlo dokončení závěrečného úseku transverzálky do Liberce. Otevřen byl 16. září 1900] V prvních měsících provozu na trati sloužily převážně starší lokomotivy, převedené z ostatních tratí ATE, až po roce 1900 začaly přicházet nově vyrobené stroje, určené přímo pro tuto dráhu. Z nákladních lokomotiv šlo nejprve o desítku strojů typu IVb (vyrobené ve Vídeňském Novém Městě roku 1897), později doplněné dalšími IVc. Dohromady vzniklo 32 kusů obou typů a tyto stroje se staly pro trať Řetenice – Liberec typické. Společně dopravovaly zejména uhelné vlaky do Liberce o váze až 650 tun, a to ve trojicích.
Osobní dopravu, představující tři páry vlaků denně, zajišťovaly starší IIIa a IIIb, předané z hlavní trati Ústí nad Labem – Chomutov. Kromě zastávkových osobních vlaků plánovala ATE na trati provozovat i rychlíky relace Liberec – Karlovy Vary ve spolupráci s Buštěhradskou dráhou. Vzhledem k absenci vhodných lokomotiv si pro ně zadala v lokomotivce StEG ve Vídni stavbu dvou lokomotiv, označených řadou Id. Vzájemně se od sebe lišily – lokomotiva čísla 145 byla dvouválcová, její kolegyně čísla 146 již měla tříválcovou konstrukci. Přestože svým výkonem i rychlostí vyhověly předpokladům, po zkouškách v okolí Úštěka byly předisponovány na trať Ústí nad Labem – Chomutov a nikdy na trať mezi Lovosicemi a Českou Lípou pravidelně nevyjížděly.
 

### Zánik ATE, nový provozovatel

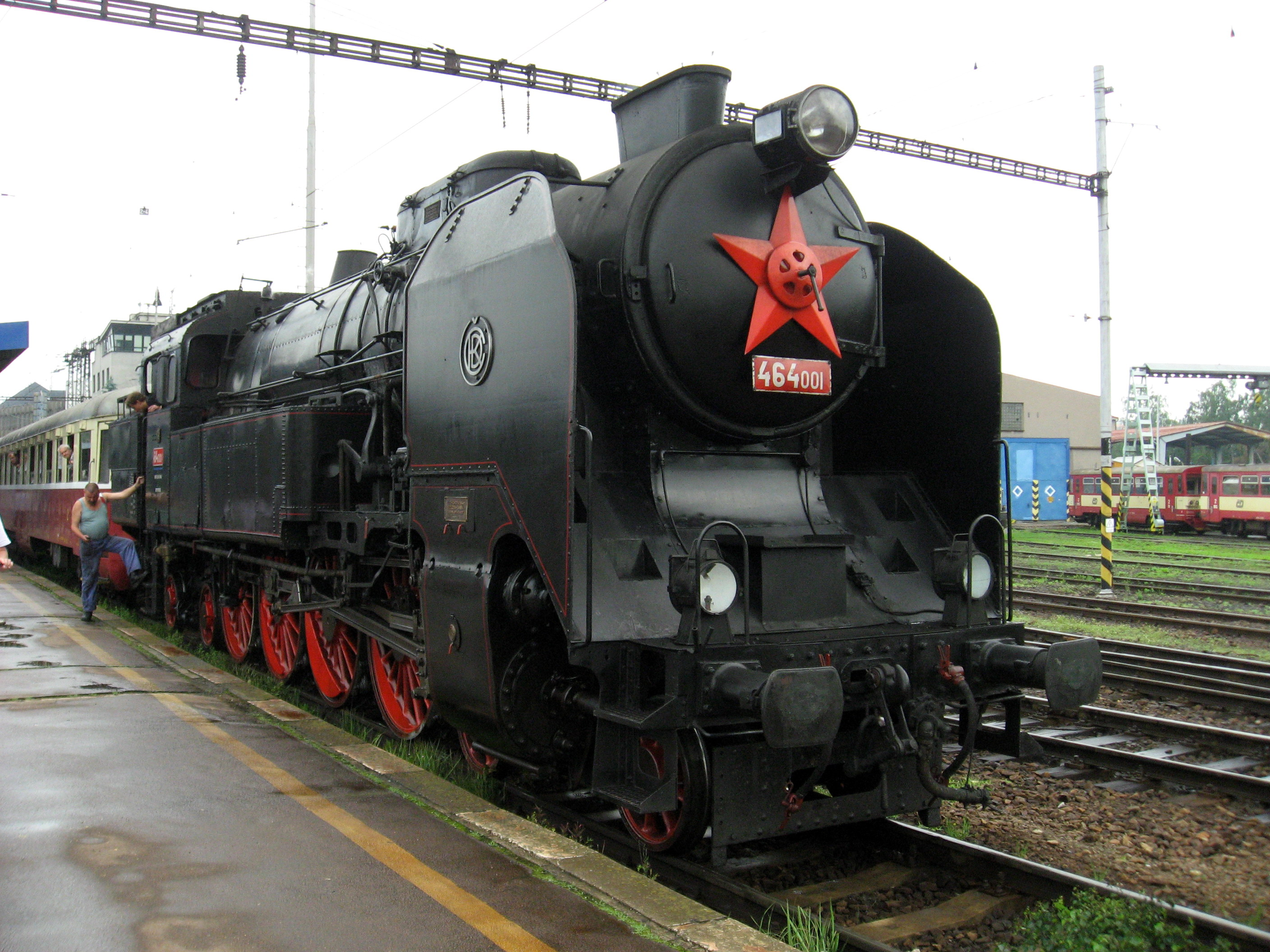
Lokomotiva řady 464.0, sloužící i na této trati

K 1. lednu 1923 vstoupil v platnost zákon č. 234 Sb. o zestátnění Ústecko-teplické dráhy, díky kterému převzaly provoz na celé její síti včetně trati Lovosice – Česká Lípa Československé státní dráhy (ČSD). 
Spolu s tratěmi získaly ČSD do majetku i veškeré zařízení a vozidla zestátněného podniku, proto v prvních letech nedošlo k výraznějším změnám v nasazení lokomotiv i vozů oproti stavu před rokem 1923. Roku 1925 vznikl projekt přestavby trati podle aktuálních parametrů pro stavbu hlavních tratí, aby mohlo dojít ke zvýšení rychlosti na 80, v některých úsecích až 100 km/h. Vzhledem k provozu na trati a nákladnosti však k jeho realizaci nedošlo.
Místní dráha z Velkého Března do Úštěka byla zestátněna již roku 1908 a od října 1918 na ní také zajišťovaly provoz nové vzniklé ČSD. Po zestátnění transverzální dráhy začaly jezdit i přestavovací vlaky mezi oběma nádražími v Úštěku, určené pro rozvoz místní zátěže.

### Třicátá léta, druhá světová válka
Ve třicátých letech začaly na trať přicházet první lokomotivy řady 464.0 – do výtopny Česká Lípa byly přiděleny od roku 1935. Na rychlících vystřídaly starší řadu 354.1 a příležitostně zajížděly i na lovosickou trať. V rámci motorizace také začaly být některé vlaky dopravovány motorovými vozy. Na podzim 1938 provoz převzaly německé Deutsche Reichsbahn (DR), které do svého parku zařadily i některé lokomotivy původem od ČSD, včetně zánovních 464.0. Označeny byly řadou 68 a provozovány stále v České Lípě. Po osvobození v květnu 1945 se zbylé lokomotivy vrátily zpět do majetku ČSD.

### Po roce 1945

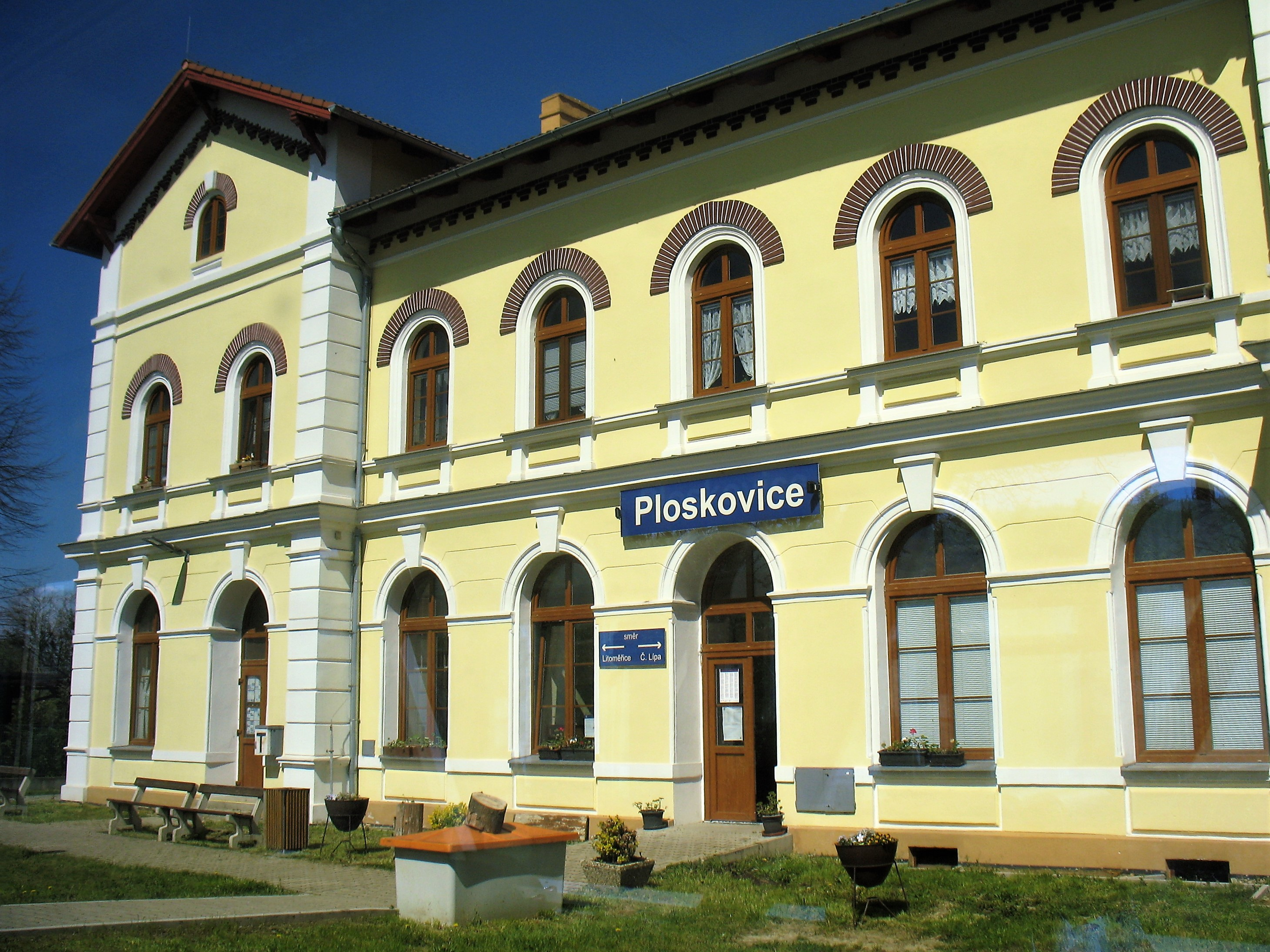
Budova bývalé stanice Ploskovice po modernizaci (rok 2023)

I po druhé světové válce na trati stále sloužily ve větším počtu parní lokomotivy, představované osvědčenými řadami 354.1 a 464.0. Na nákladních vlacích se vyskytovaly i českolipské stroje řady 524.2, pocházející ještě z dob Rakouska-Uherska a prošlé ve dvacátých letech rekonstrukcemi. Po roce 1948 je vystřídaly novější 434.2. Méně vytížené osobní vlaky patřily novým motorovým vozům řady M 131.1.
Od padesátých let byla trať v celostátním systému číslování označena kódem 8k. Přes vyřazení nejstarších lokomotiv ještě z dob rakousko-uherské monarchie (313.4, 414.0 a další) převládala parní trakce v provozu i po roce 1960; v nákladní dopravě se nově objevily stroje řady 555.0. Příležitostně se na trati vyskytly i další stroje ze služeben Česká Lípa a Lovosice, představované například řadami 434.1, 524.1 či 534.0. Motorové vozy M 131.1 byly soustředěny především na krátké osobní vlaky mezi Lovosicemi a Litoměřicemi a přibyly i větší M 262.0.

### Vrchol parní éry

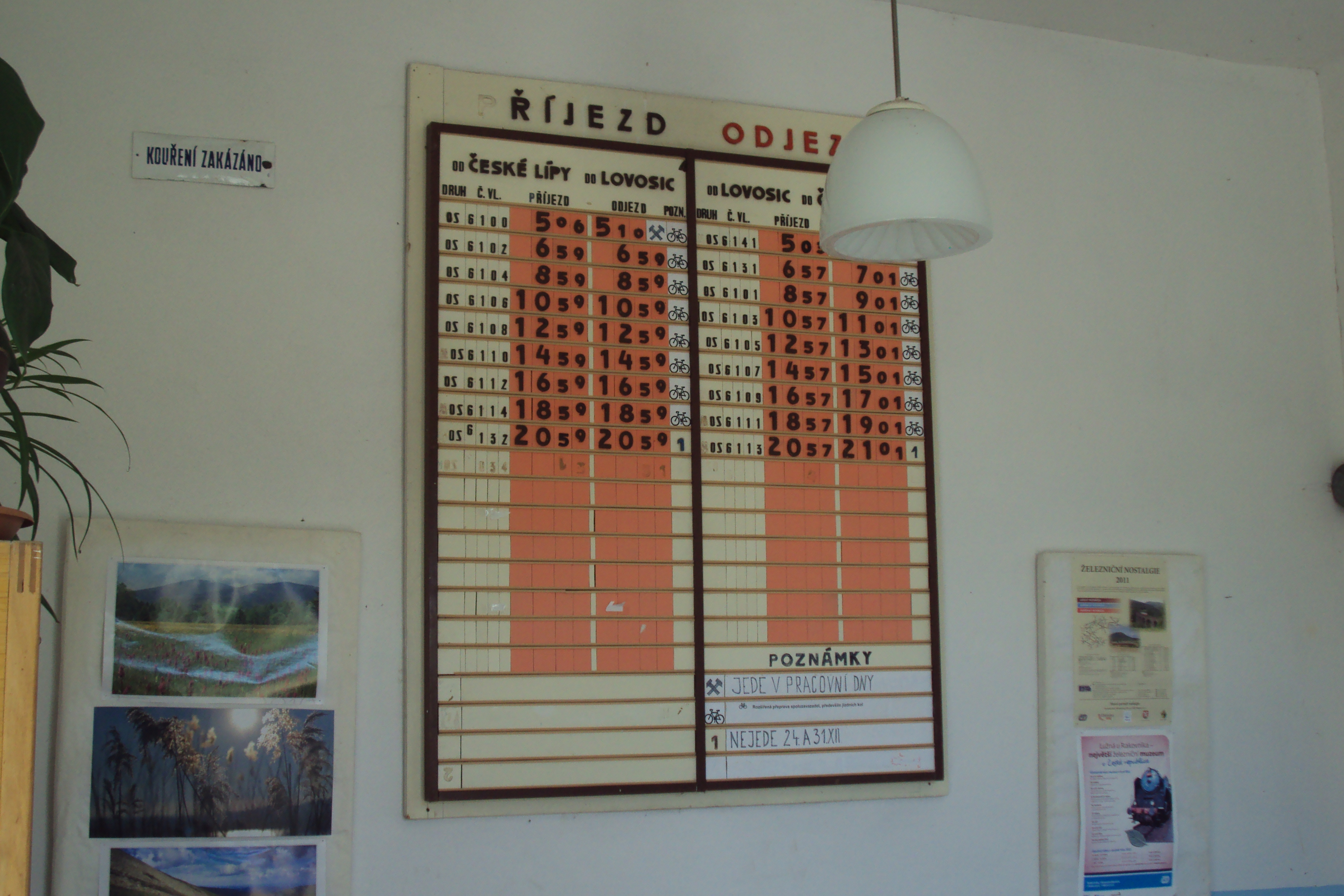
Historické tabule v čekárně ve stanici Blíževedly

Na podzim 1969 přišly do českolipské výtopny první stroje řady 477.0, a to znamenalo změny v provozu i na trati do Lovosic. Přestože zde nikdy kvůli nízké únosnosti svršku nasazeny nebyly, jejich příchod umožnil do osobní dopravy na této trati více nasadit řadu 464.0, uvolněnou z provozu na hlavní trati Bakov – Rumburk. Většina osobních vlaků tak začala být vedena právě jí. Sloužily zde všechny českolipské stroje, a to až do roku 1978, kdy začaly být nahrazovány lokomotivami motorovými. Již během sedmdesátých let motorová trakce zaskakovala při poruchách parních lokomotiv. Nejčastěji šlo o řadu T 435.0 a později nové T 466.0. Na jaře 1974 byla pro osobní dopravu otevřena nová zastávka v Trnovanech u Litoměřic.
Nákladní dopravu zastupovaly dva páry manipulačních vlaků, jezdící ve dvanáctihodinovém intervalu. Doplňovaly je přetahy v okolí Lovosic a Žalhostic, vedené lovosickými stroji řady 475.1, po zavedení motorových lokomotiv T 478.3 staženými z rychlíkové dopravy.

### Nástup motorových lokomotiv

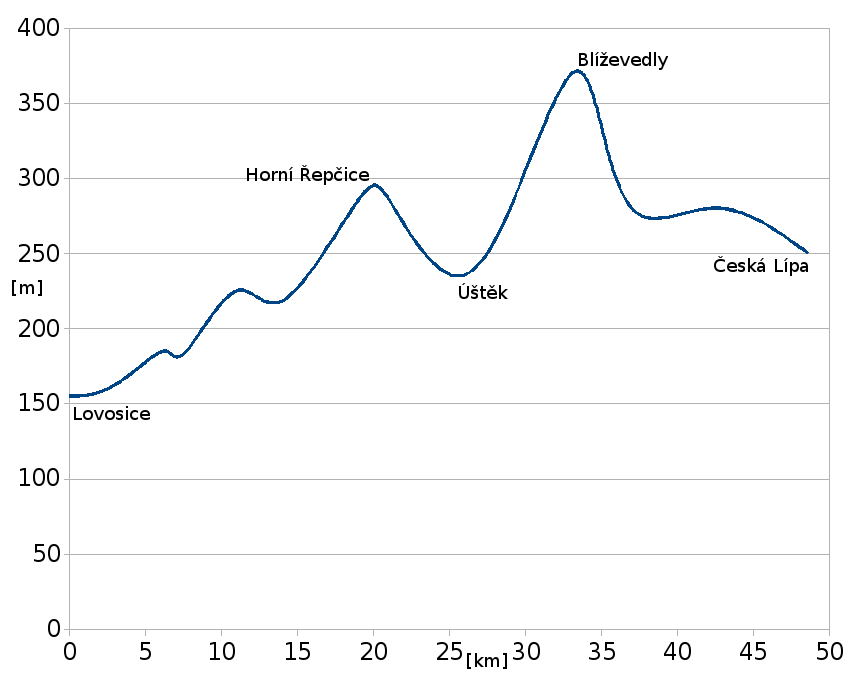
Výškový profil trati

Ve druhé polovině sedmdesátých let byly do českolipské služebny dodávány nové lokomotivy řady T 466.0 z Turčianských strojární v Martině. Určeny byly osobní i nákladní dopravy a jedním z jejich působišť byla i lovosická trať. Poprvé zde byly nasazeny v dubnu 1977. Krátce nato byly z provozu odstaveny stroje řad 464.0 a 475.1. Poslední parní lokomotivy na trati 8k vyjely roku 1979. Starší motorové vozy M 131.1 po roce 1980 vystřídaly modernější M 152.0. V květnu 1978 došlo k zastavení veškeré dopravy na navazující lokální trati z Velkého Března do Úštěku; železniční svršek v úseku Lovečkovice – Úštěk byl ale odstraněn až mezi lety 1985–1988.
V osmdesátých letech byl provoz na trati již plně v rukou motorové trakce. Po dodání řady T 466.2 z ČKD se zde objevily i tyto stroje. V tomto rozložení probíhal provoz až do počátku let devadesátých, kdy došlo k omezení nákladní dopravy a v rámci úspor přešla většina vlaků do podoby motorových vozů na úkor velkých lokomotiv. Po roce 2000 nákladní doprava klesla na minimum a jediným větším výkonem zůstal denní manipulační vlak z Lovosic do Úštěku se strojem řady 742. I ten však byl postupně omezen a úsek Česká Lípa – Úštěk zůstal nákladními vlaky pojížděn pouze velmi zřídka. Již od roku 1984, v návaznosti na zavedení nového číslování železničních tratí, je trať vedena pod číslem 087.

## Nehody
Už dne 23. dubna 1904, tedy šest let po zprovoznění, došlo k první větší nehodě na trati, kdy osobní vlak na spádu mezi stanicemi Blíževedly a Úštěk byl sice strojvedoucím brzděn, ale kvůli převýšenému oblouku, rychlosti a poryvu větru lokomotiva i s vagony vykolejila a spadla pod stráň. Neštěstí si vyžádalo 20 zraněných osob.
Nejtragičtějším neštěstím se stala srážka motorového osobního vlaku s lokomotivním vlakem 30. března 1952. Chybou výpravčích stanic Zahrádky a Blíževedly vyjel lokomotivní vlak 8445 do Úštěka (na cestě na místní dráhu do Lovečkovic), představovaný strojem 313.424, proti osobnímu vlaku 1036 Lovosice – Česká Lípa (vůz M 131.1257 s přívěsným vozem CDlm). Vlivem překročení rychlosti u obou vlaků a nepřehlednosti místa došlo ke střetu v zasněženém zářezu u Hostíkovic. Nehoda si vyžádala 9 mrtvých (z toho tři až po převozu do nemocnice), 31 těžce zraněných a další dvě desítky lehkých zranění. Hmotná škoda se vyšplhala na více než 800 tisíc Kčs.
V devadesátých letech se udála srážka osobního vlaku, vedeného motorovým vozem řady 810, s nákladním automobilem LIAZ na železničním přejezdu poblíž Sosnové. Při střetu došlo k několika lehkým zraněním.

## Současnost

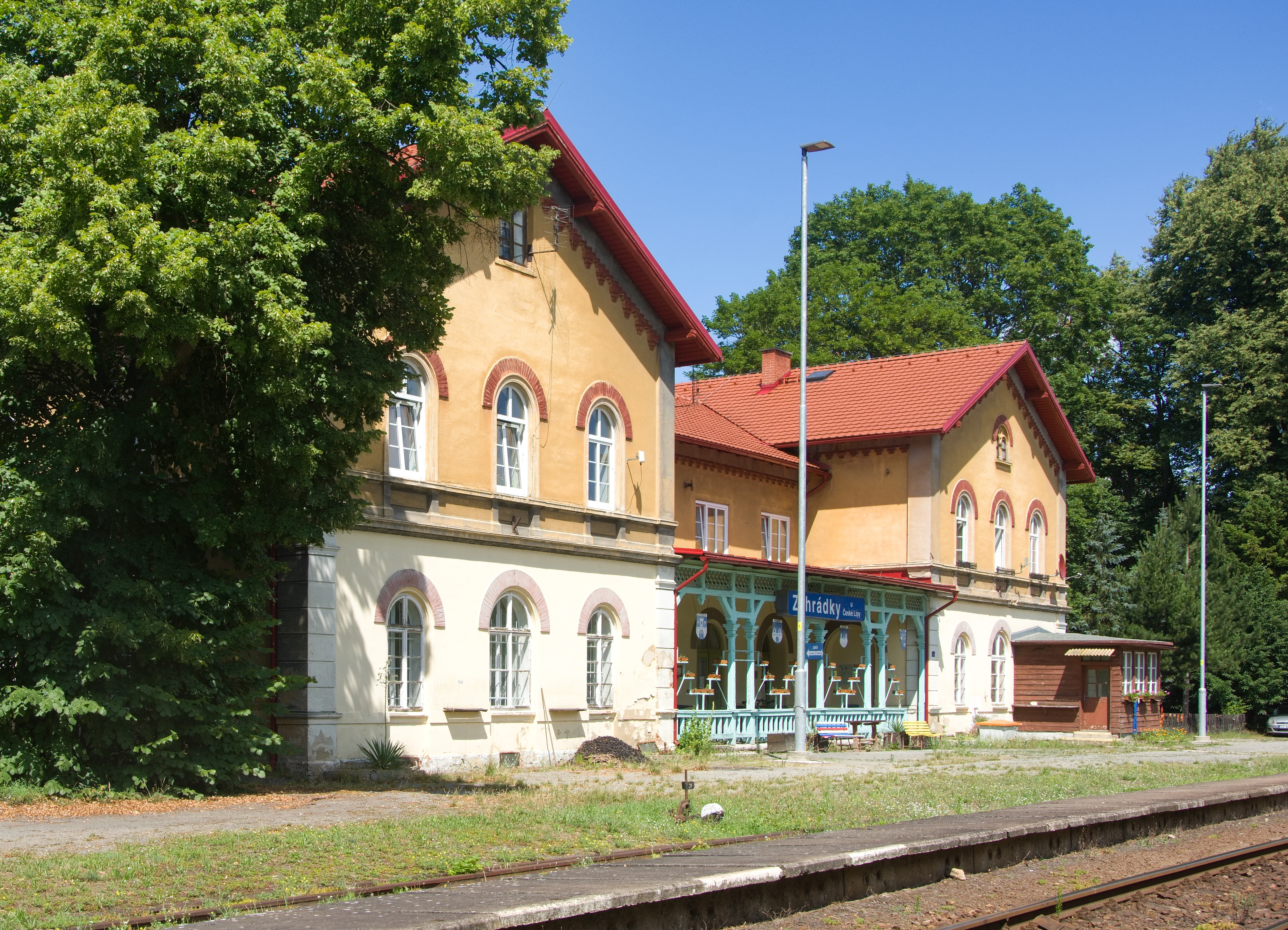
Nádraží v Zahrádkách v roce 2022

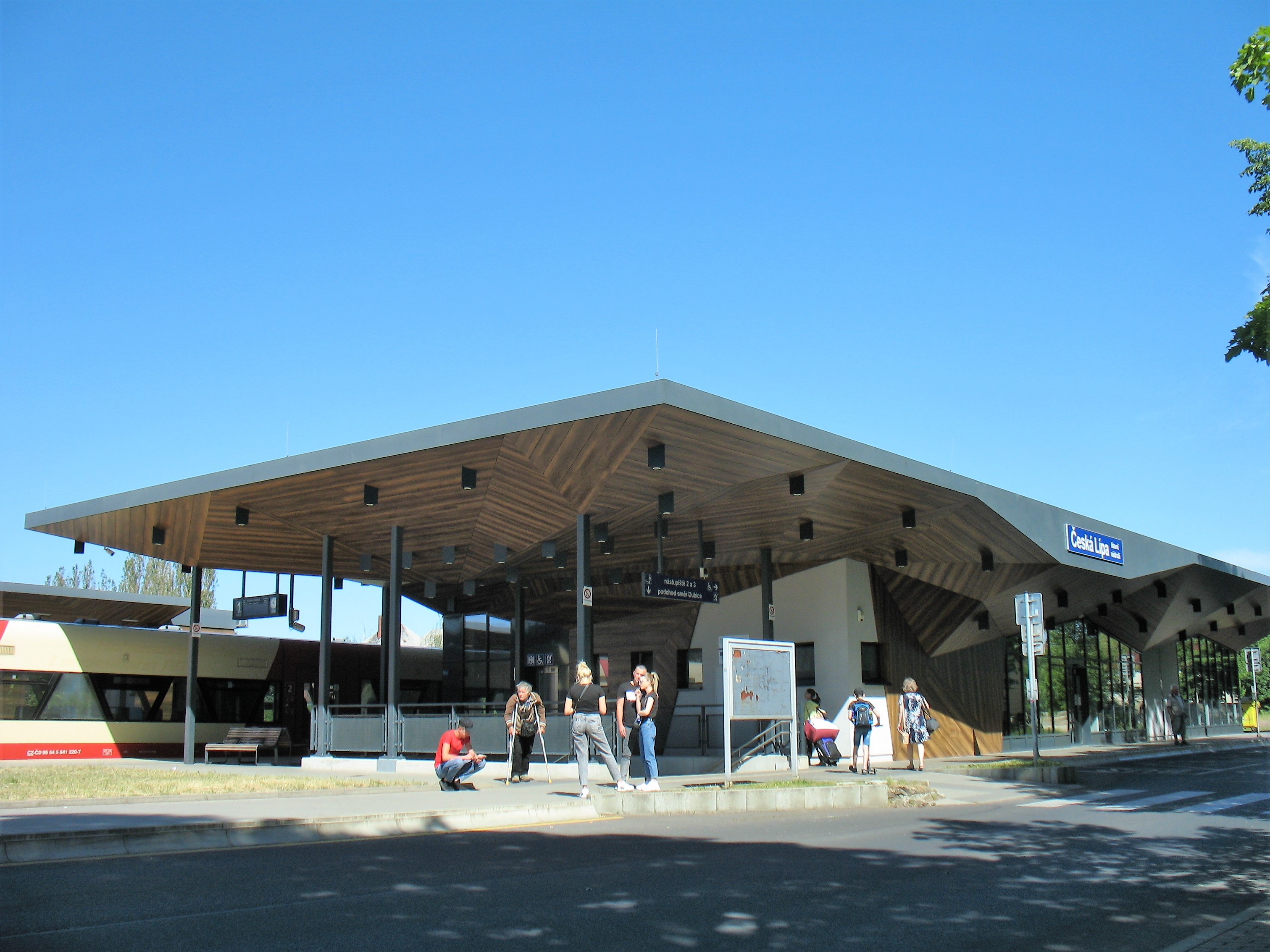
Nová budova hlavního nádraží v České Lípě, u prvního nástupiště stojí vlak do Lovosic (rok 2023)

Provoz na trati je řízen dle předpisu ČD D2, komunikace mezi jednotlivými stanicemi probíhá telefonickým dorozumíváním. Výjimku tvoří mezistaniční úsek Lovosice – Žalhostice, osazený od sedmdesátých let reléovým poloautomatickým blokem.

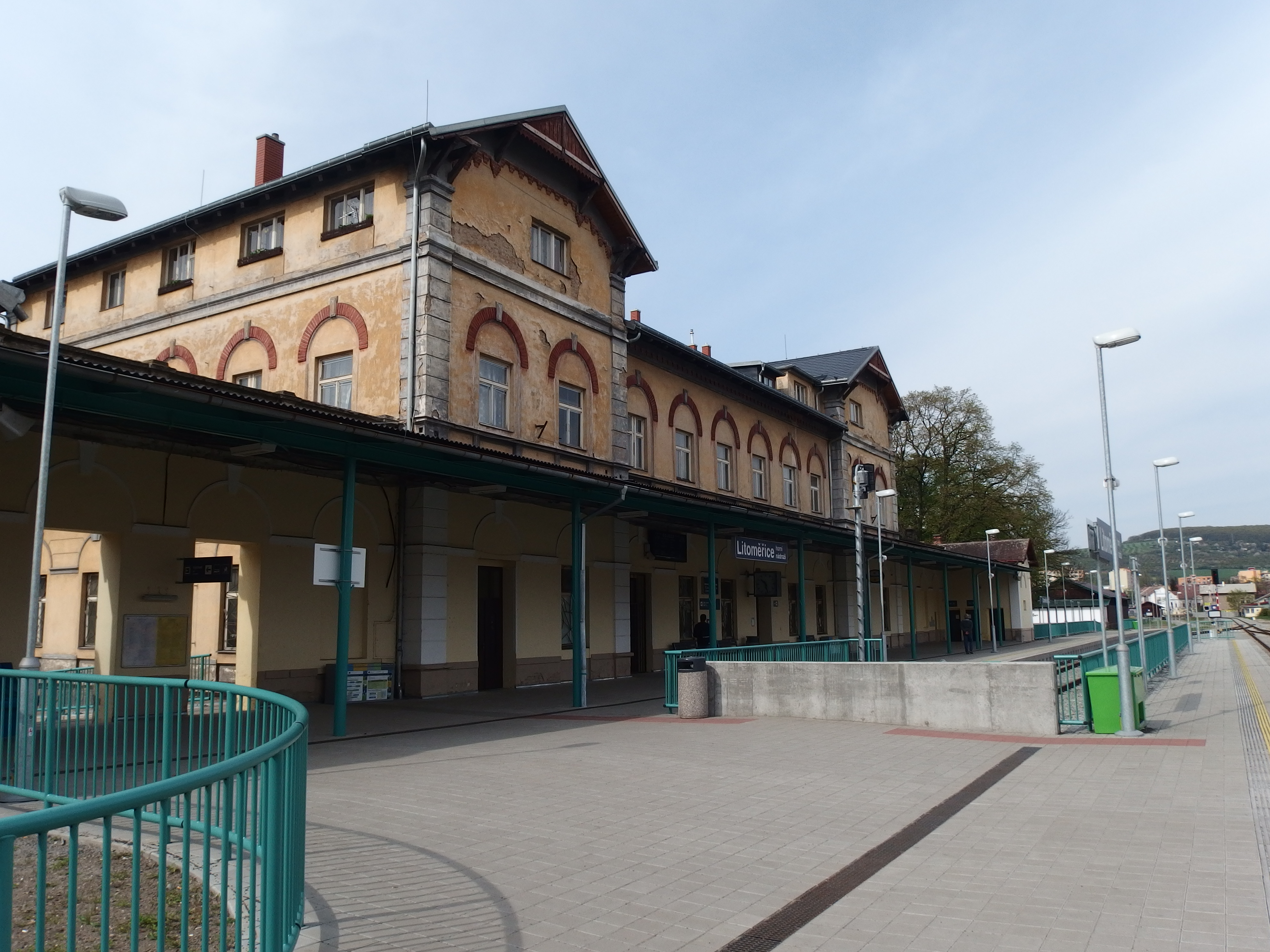
Nástupiště na litoměřickém horním nádraží po modernizaci

Po rekonstrukci tratě mezi Lovosicemi a Žalhosticemi (a výměně mostu) je zde traťové zabezpečovací zařízení typu automatické hradlo. Kromě stanice Liběšice a Litoměřice horní nádraží jsou všechny stanice na trati osazeny pouze jednoduchým mechanickým zabezpečovacím zařízením bez odjezdových návěstidel, nebo se skupinovými odjezdovými návěstidly. Liběšická stanice disponuje zabezpečením typu TEST. Litoměřické horní nádraží je vybaveno elektronickým stavědlem typu ESA. Výjimkou je také nádraží v Žalhosticích, které je vybaveno (ve směru na Lovosice) odjezdovými návěstidly pro každou kolej zvlášť. V průběhu let byly zrušeny málo využívané mezilehlé stanice Zahrádky a Ploskovice a degradovány na zastávky. Na spojnici se nachází celkem 51 přejezdů, z čehož 23 je zabezpečeno světelným zabezpečovacím zařízením. Závorářské stanoviště se nachází v Horních Řepčicích.
Na osobních vlacích na trati, zavedených v celodenním dvouhodinovém taktu, sloužily až do roku 2011 motorové vozy řady 810. Od června tohoto roku jsou nahrazeny rekonstruovanými motorovými jednotkami Regionova (řada 814), vycházejícími z vozů 810. V úseku Lovosice – Litoměřice, jenž má význam pro dopravu mezi oběma městy, jsou zavedeny další kyvadlové osobní vlaky se stejnými hnacími vozidly. Nákladní doprava není provozována vůbec;[zdroj?] po roce 2008 již byly obsluhy Úštěku prováděny pouze sporadicky a jednou z posledních přeprav se stal přesun armády ČR v dubnu 2011.

Viadukt přes kaňon Robečského potoka je navržen k ochraně jako technická památka. V létě 2013 také prošel modernizací; po dobu prací byla mezi Blíževedly a Českou Lípu zavedena náhradní autobusová doprava.

### Modernizace českolipské stanice

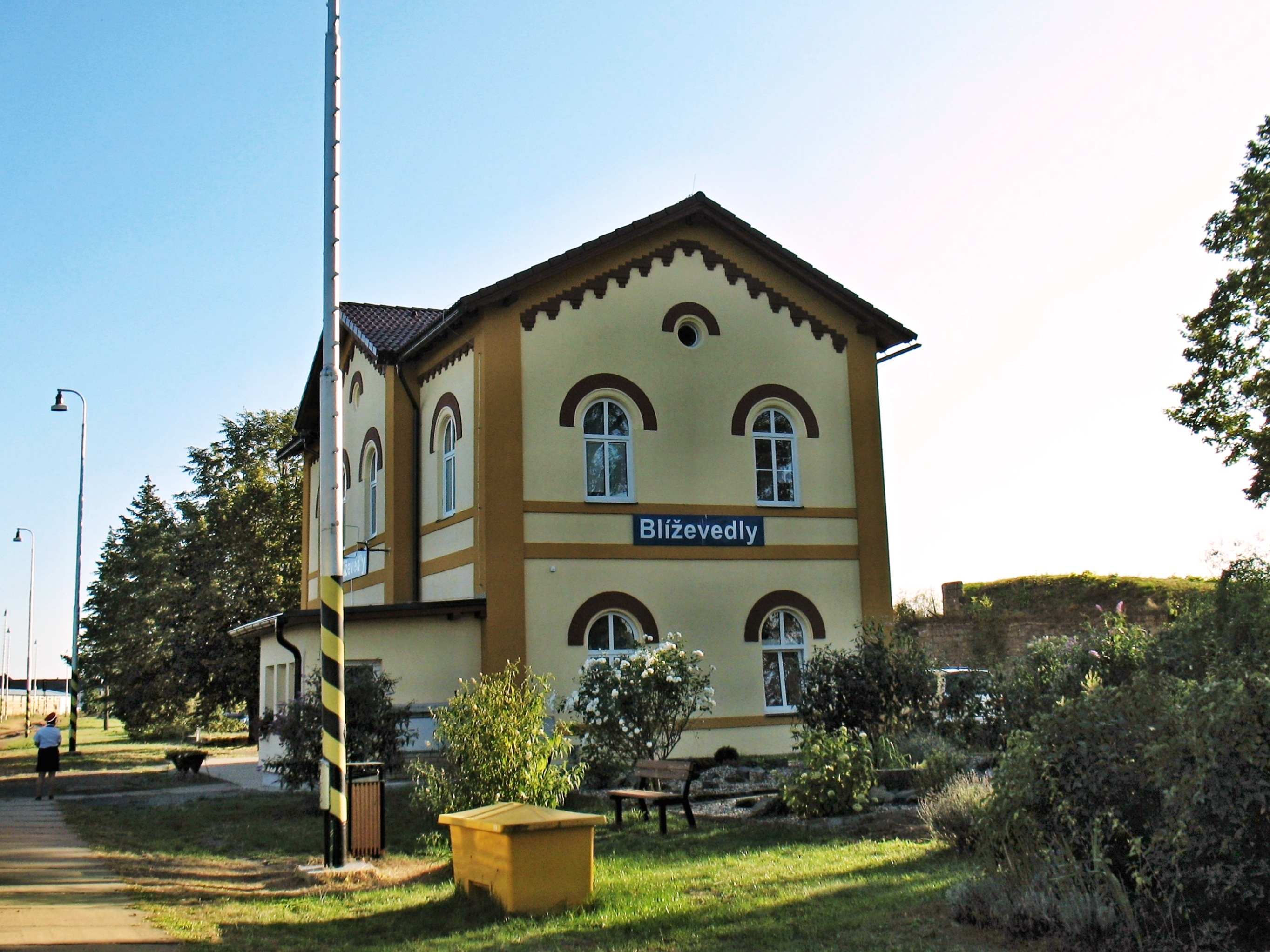
Blíževedly v roce 2020

Roku 2015 byla zahájena komplexní modernizace železniční stanice Česká Lípa hlavní nádraží, v rámci které bylo změněno také zaústění trati od Lovosic. Při přestavbě došlo k likvidaci tzv. Lovosického nástupiště (bývalá zastávka ATE) a vlaky od Lovosic zajíždí přímo do hlavního kolejiště nádraží. První etapa přestavby byla dokončena v závěru roku 2016, k definitivnímu ukončení stavebních prací a zrušení lovosické kolejové skupiny došlo v létě roku následujícího.

### Rekonstrukce 2022
Roku 2022 proběhla kompletní modernizace tratě v úseku Žalhostice-Liběšice (později protažená až do Úštěka). Modernizace zahrnovala kompletní rekonstrukci stanice Žalhostice, kompletni nahrazení kolejového svršku a spodku, to mělo za důsledek zvýšení maximálních rychlostí na trati.

### Nejkrásnější nádraží
Stanice Zahrádky u České Lípy získala titul Nejkrásnější nádraží roku 2009. Z celkem 28 došlých návrhů ji porota vyhodnotila jako nejlepší a ve finále porazila například nádraží v Davli, Frýdku-Místku či Kamenici nad Lipou. V roce 2018 byla vyhlášena nejkrásnějším nádražím v zemi opravená budova železniční stanice Blíževedly.

## Navazující tratě

### Lovosice
- Železniční trať Praha–Děčín (č. 090 v jízdním řádu pro cestující)
- Železniční trať Lovosice – Teplice v Čechách (097)
- Železniční trať Čížkovice – Obrnice (113, provozovatel a dopravce AŽD Praha)
- Železniční trať Lovosice – Postoloprty (114)

### Česká Lípa hlavní nádraží
- Železniční trať Bakov nad Jizerou – Jedlová (080)
- Železniční trať Benešov nad Ploučnicí – Česká Lípa (081)
- Železniční trať Liberec – Česká Lípa (086)

### Velké Žernoseky
- Železniční trať Lysá nad Labem – Ústí nad Labem (072)

## Stanice a zastávky

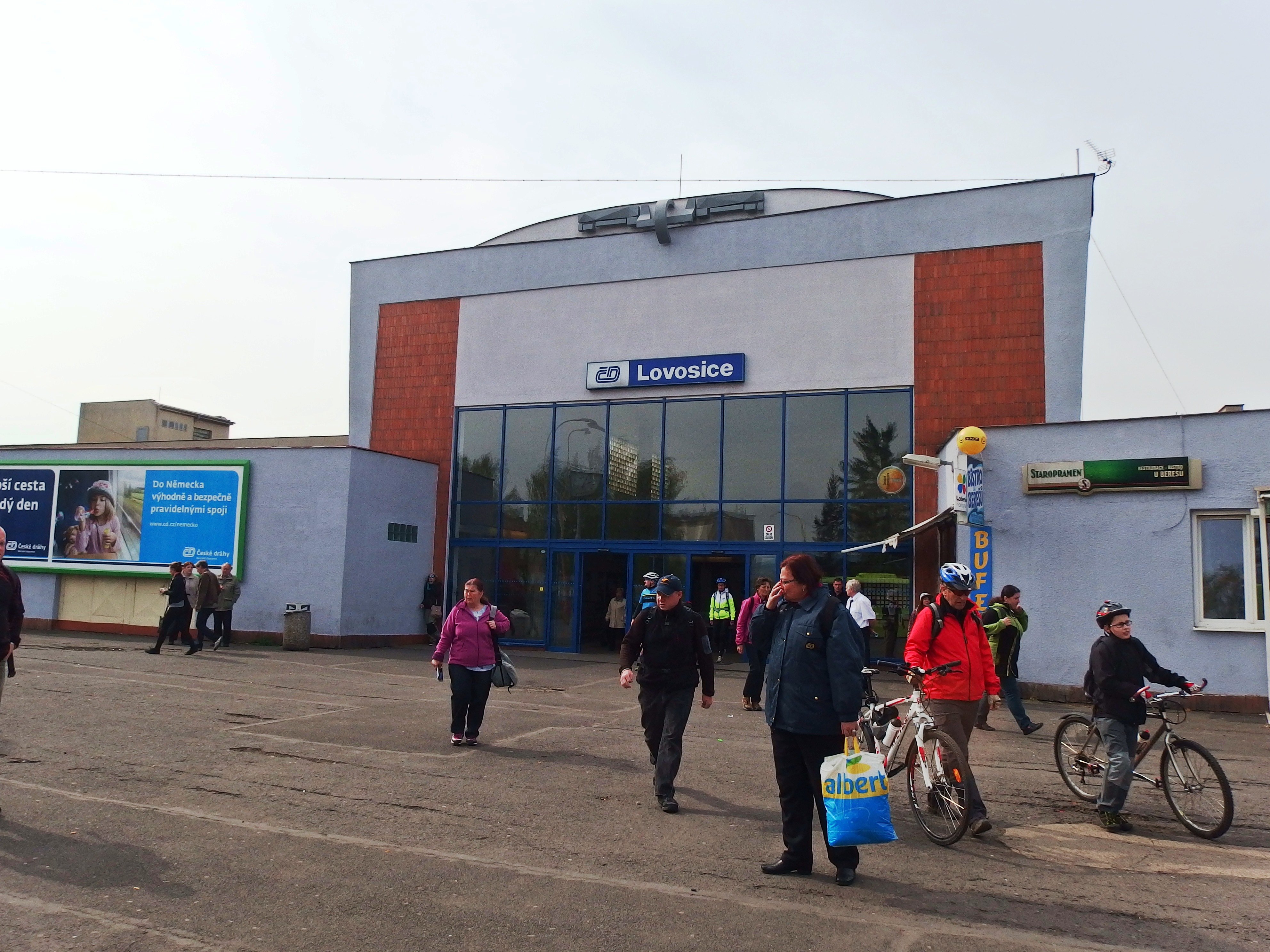
Lovosice
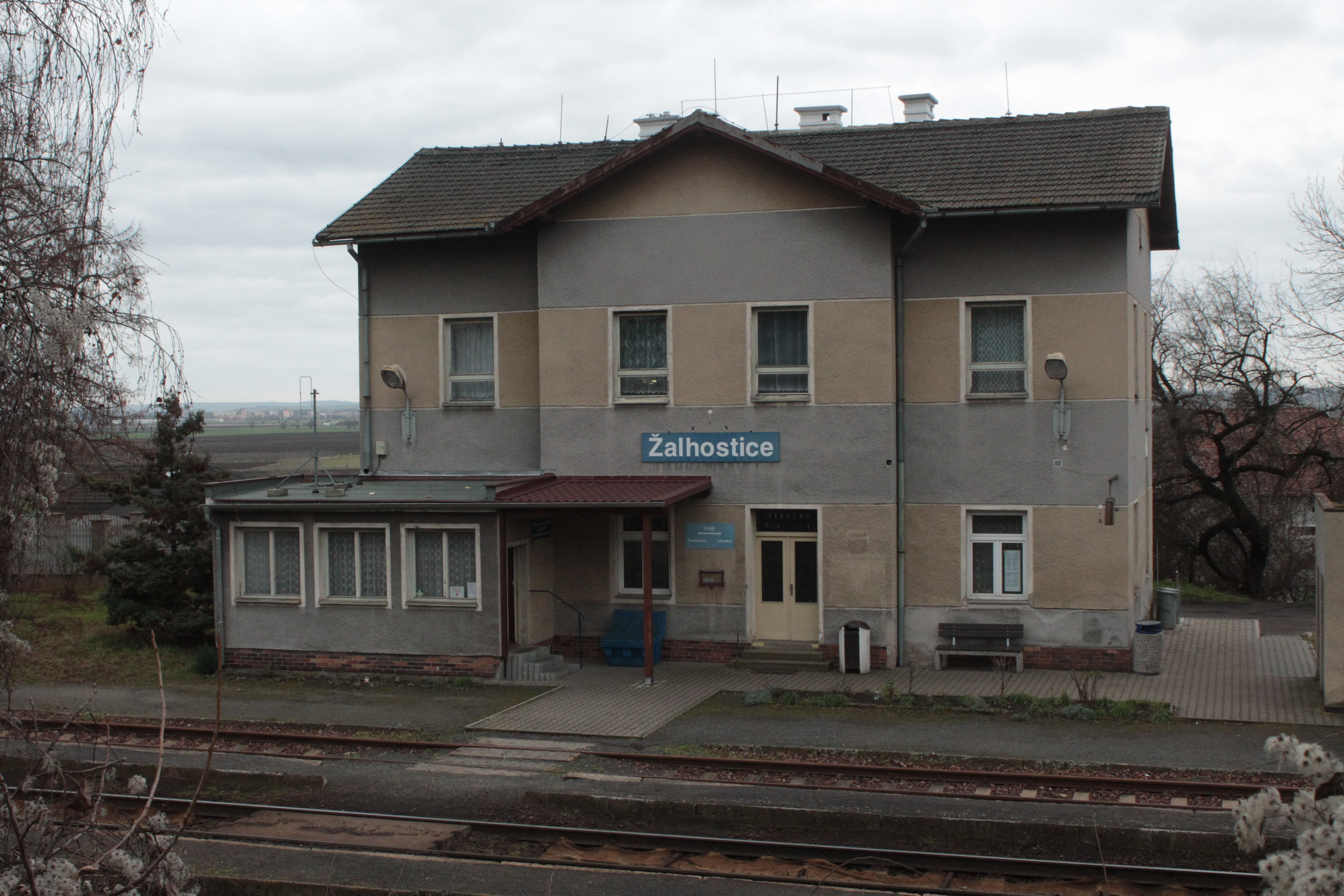
Žalhostice
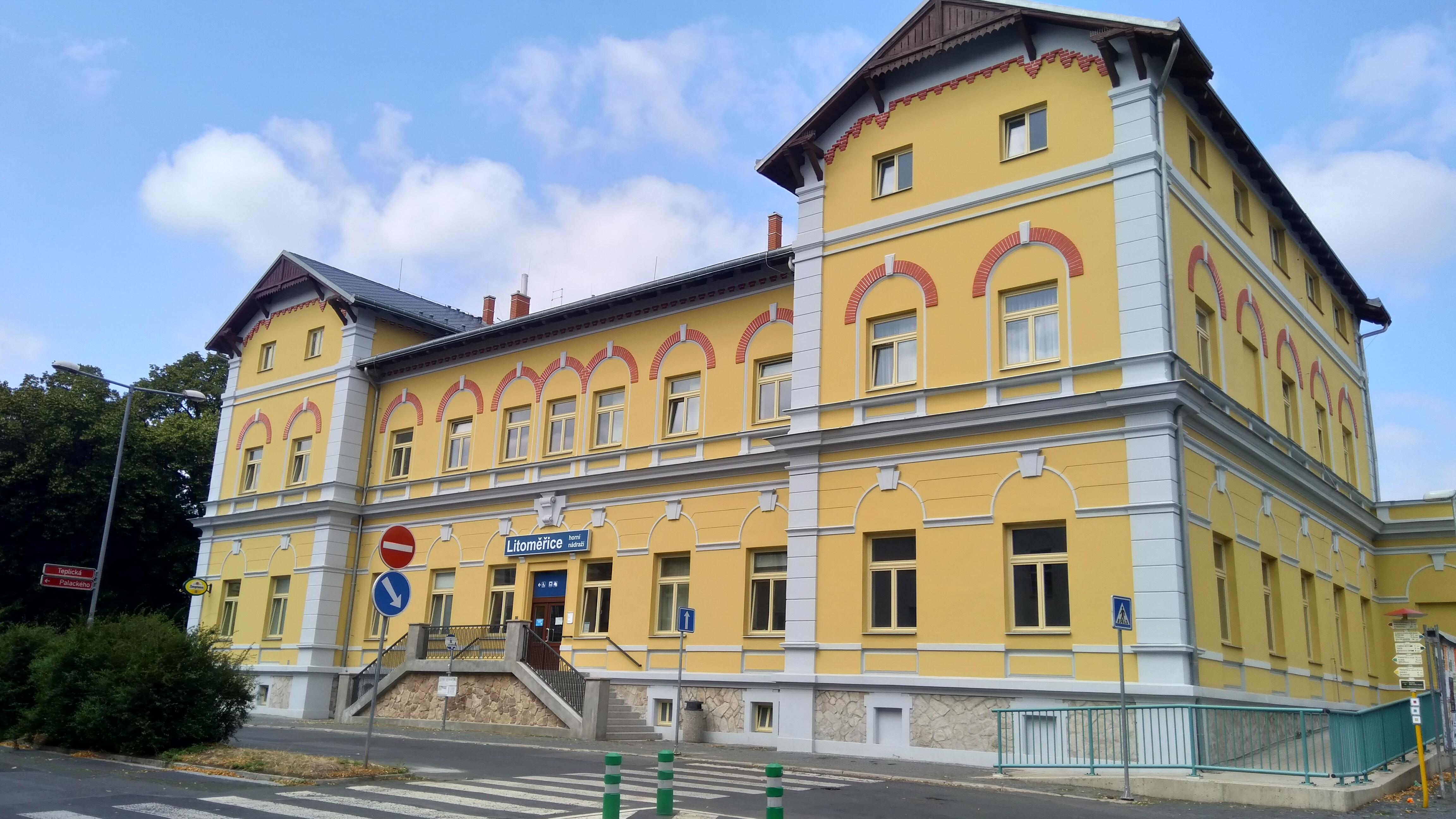
Litoměřice horní nádraží
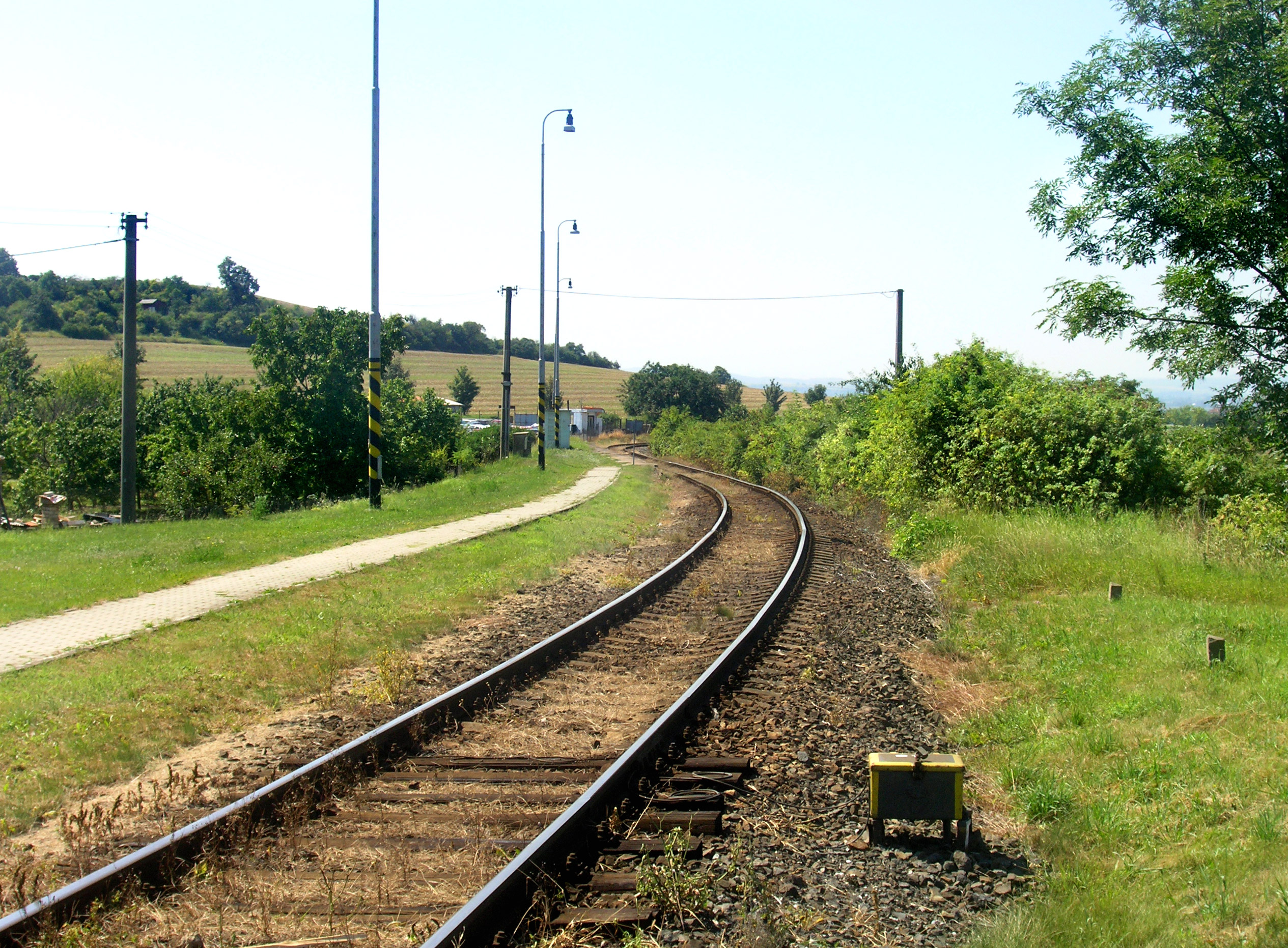
Trnovany u Litoměřic
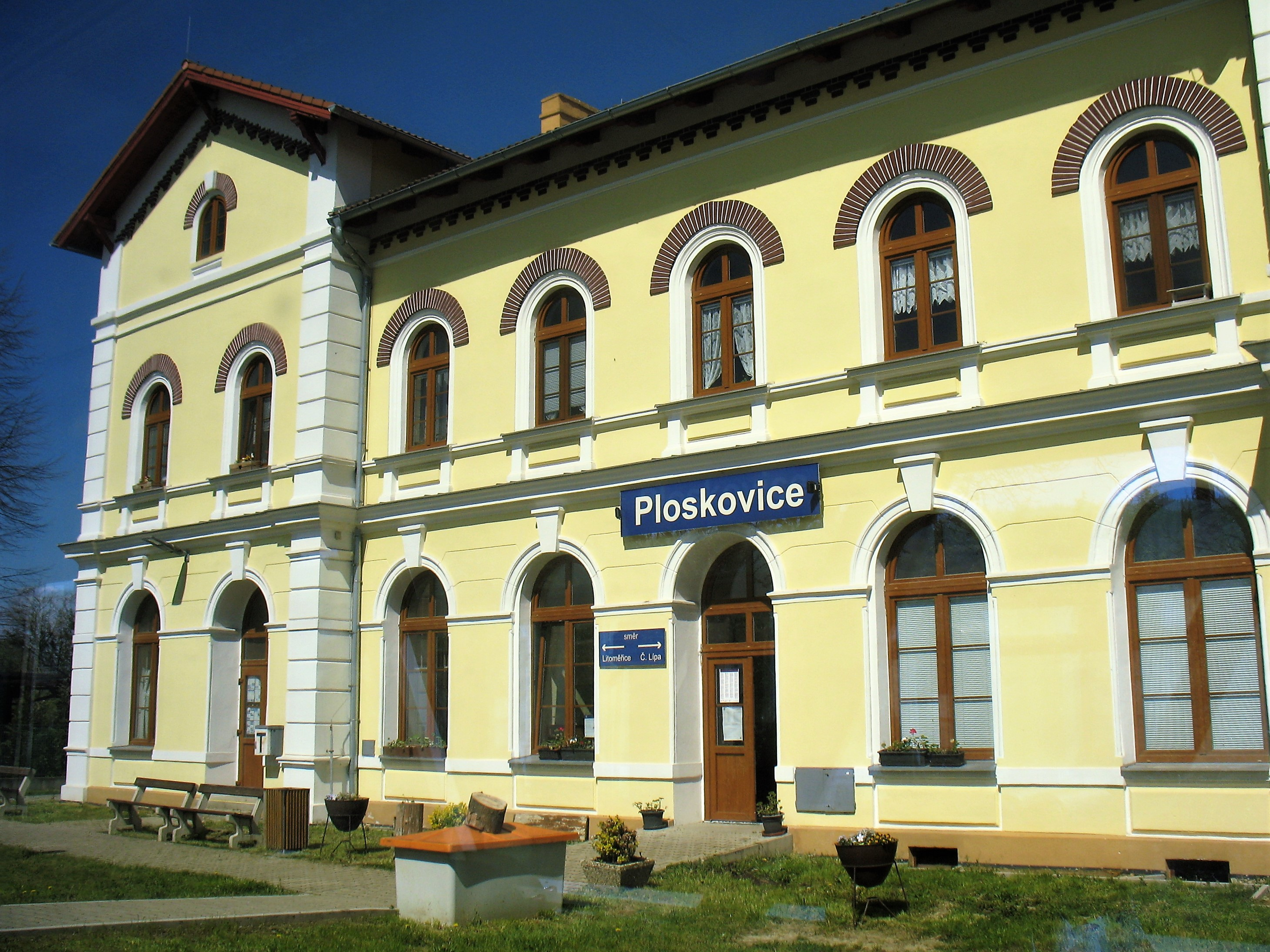
Ploskovice
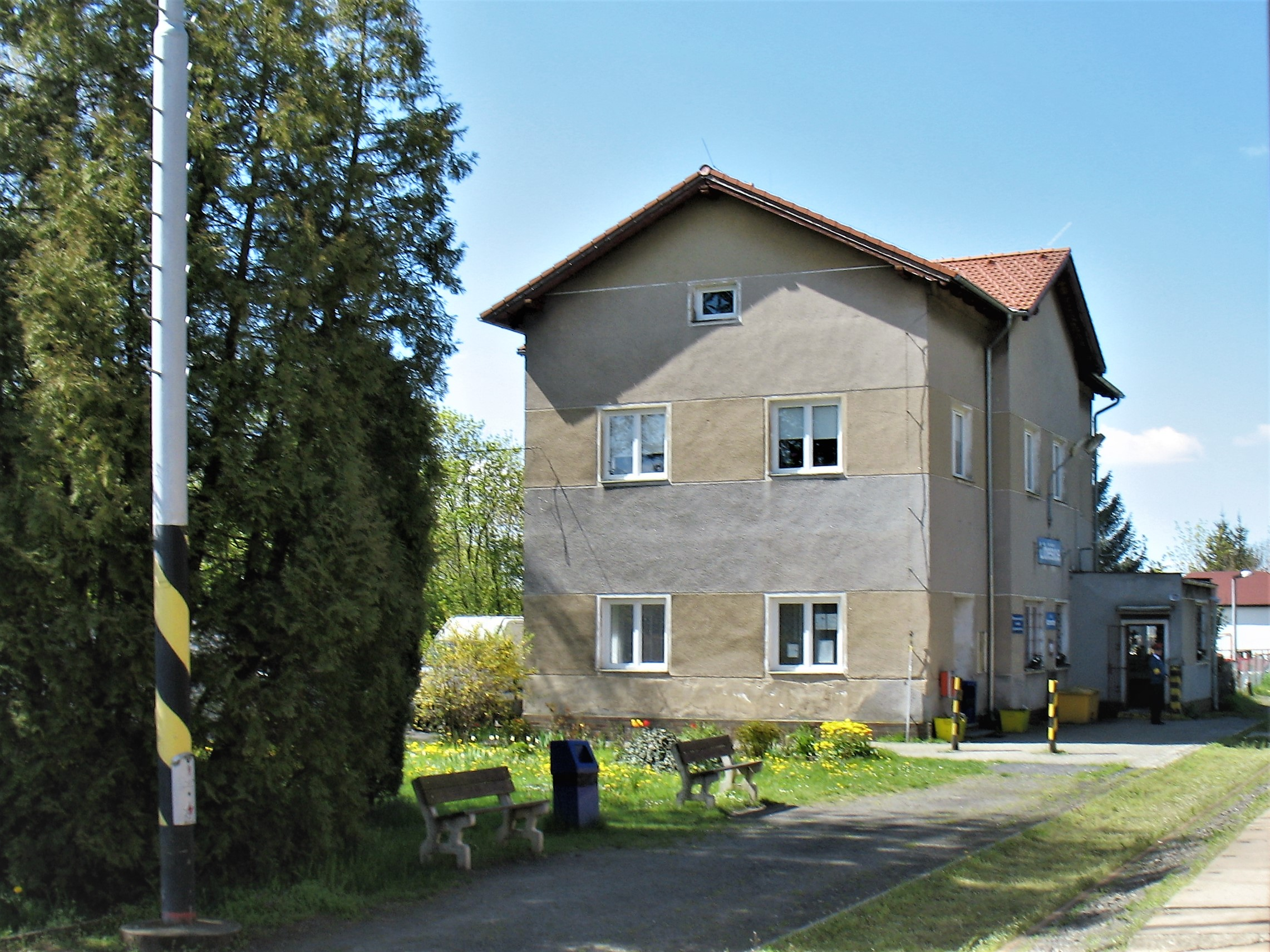
Liběšice
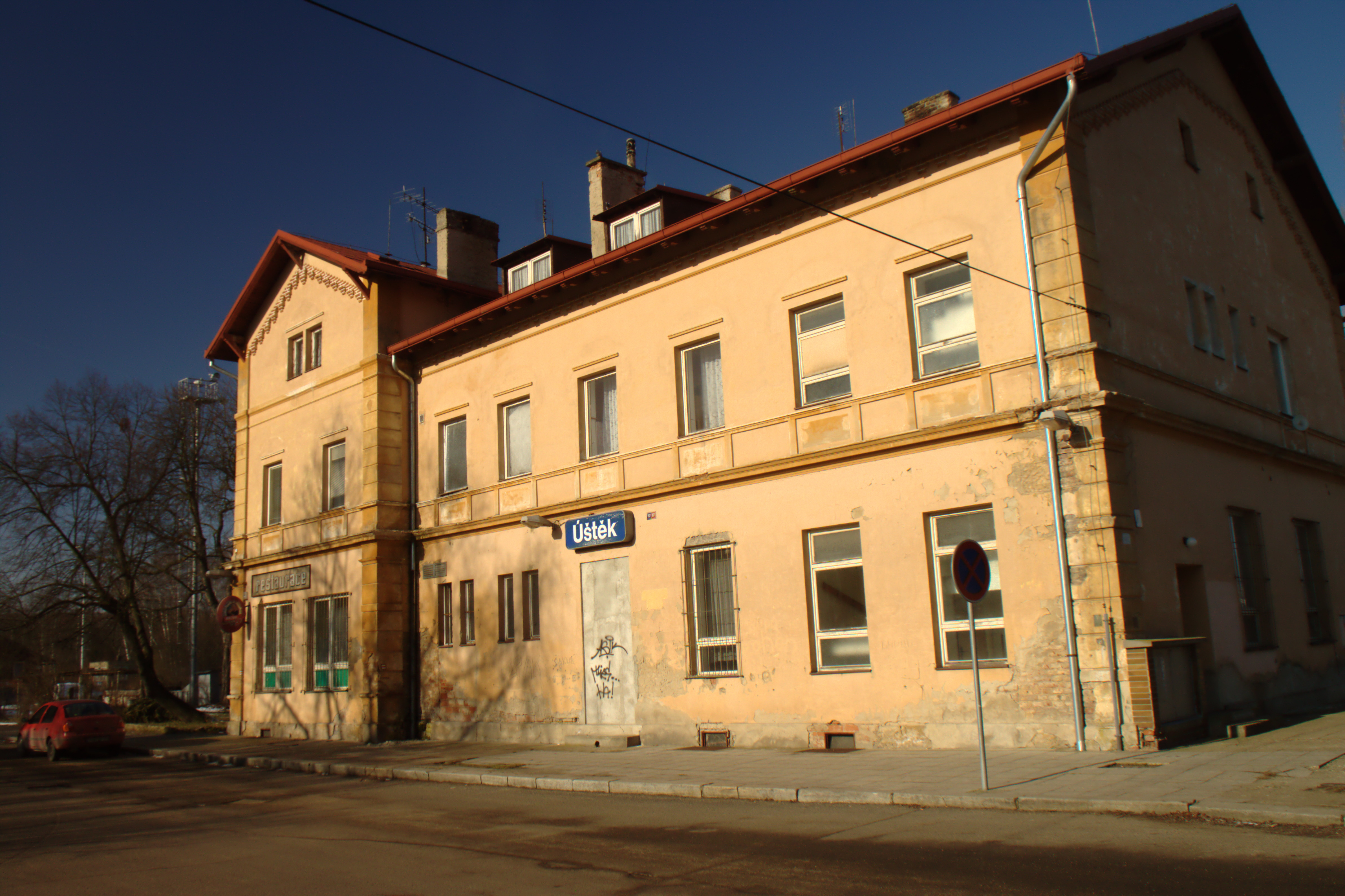
Úštěk
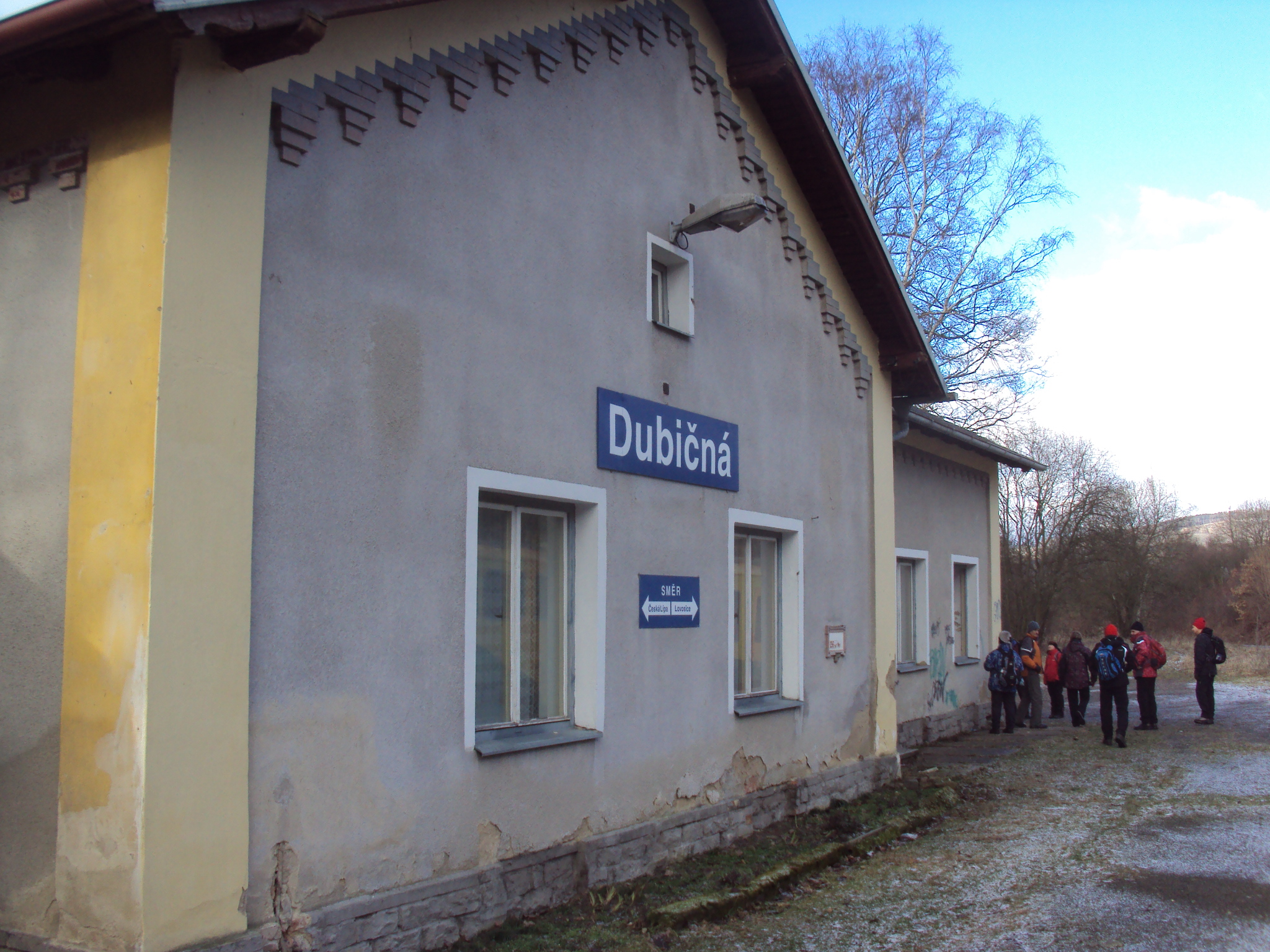
Dubičná
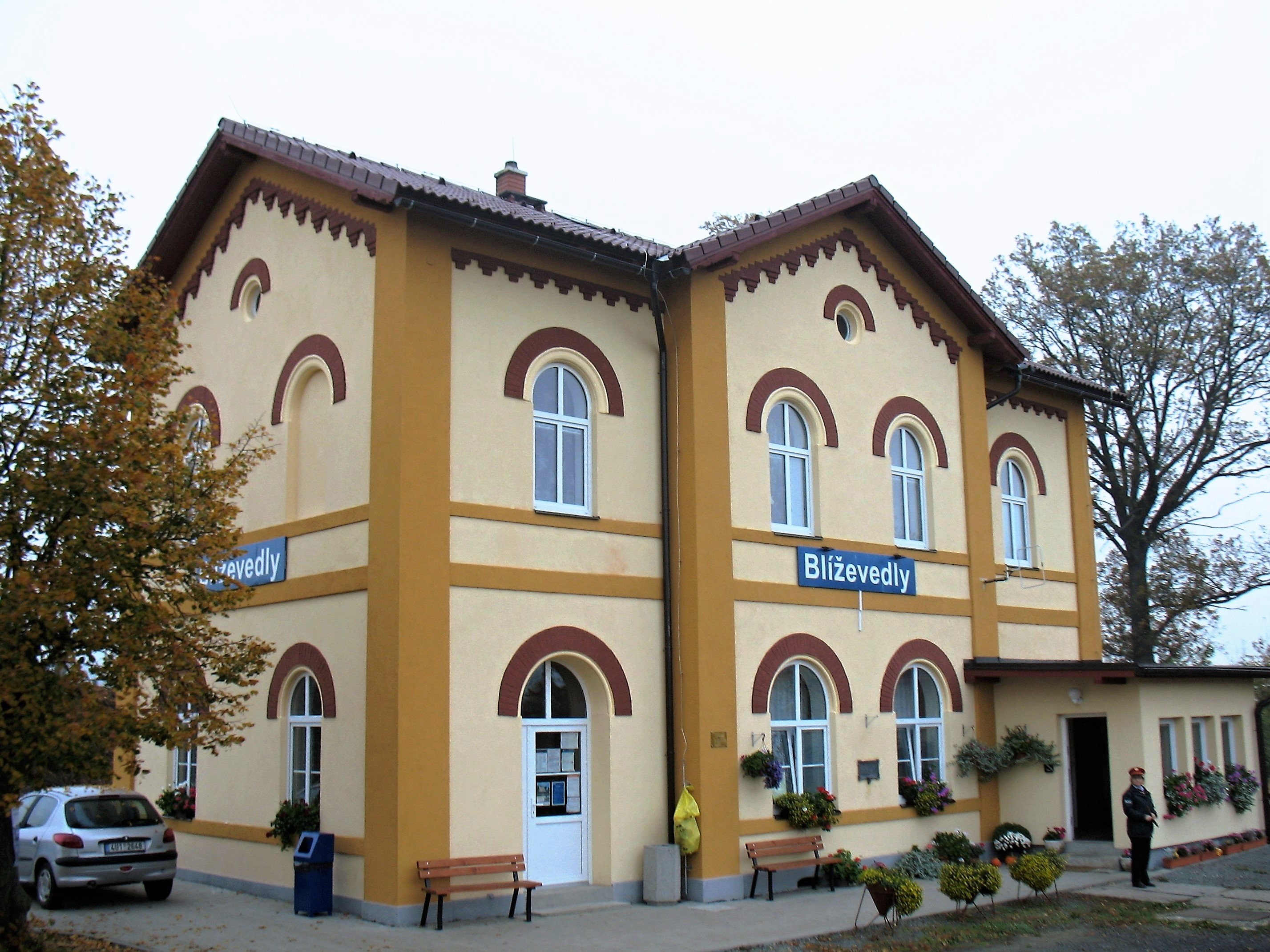
Blíževedly
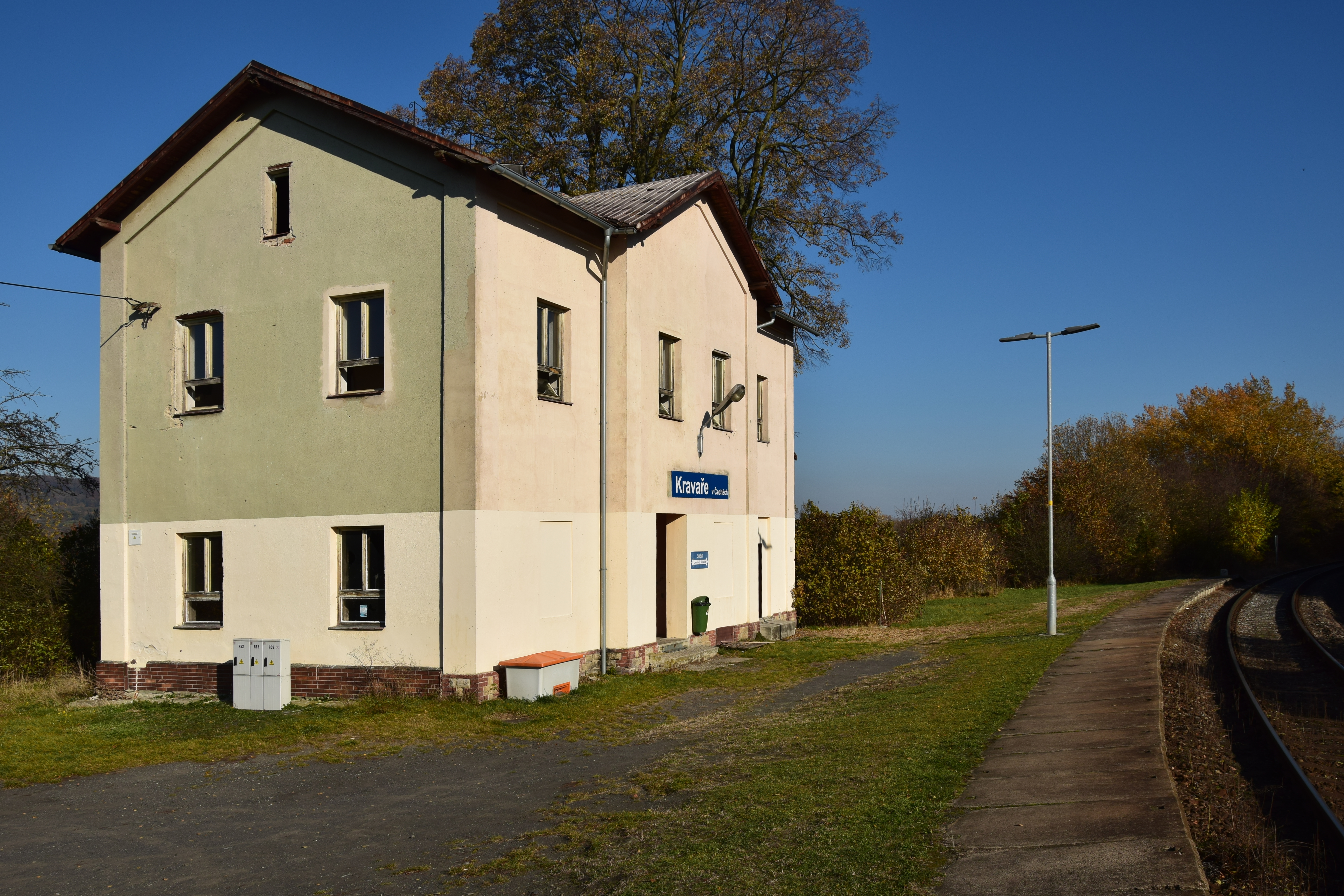
Kravaře v Čechách
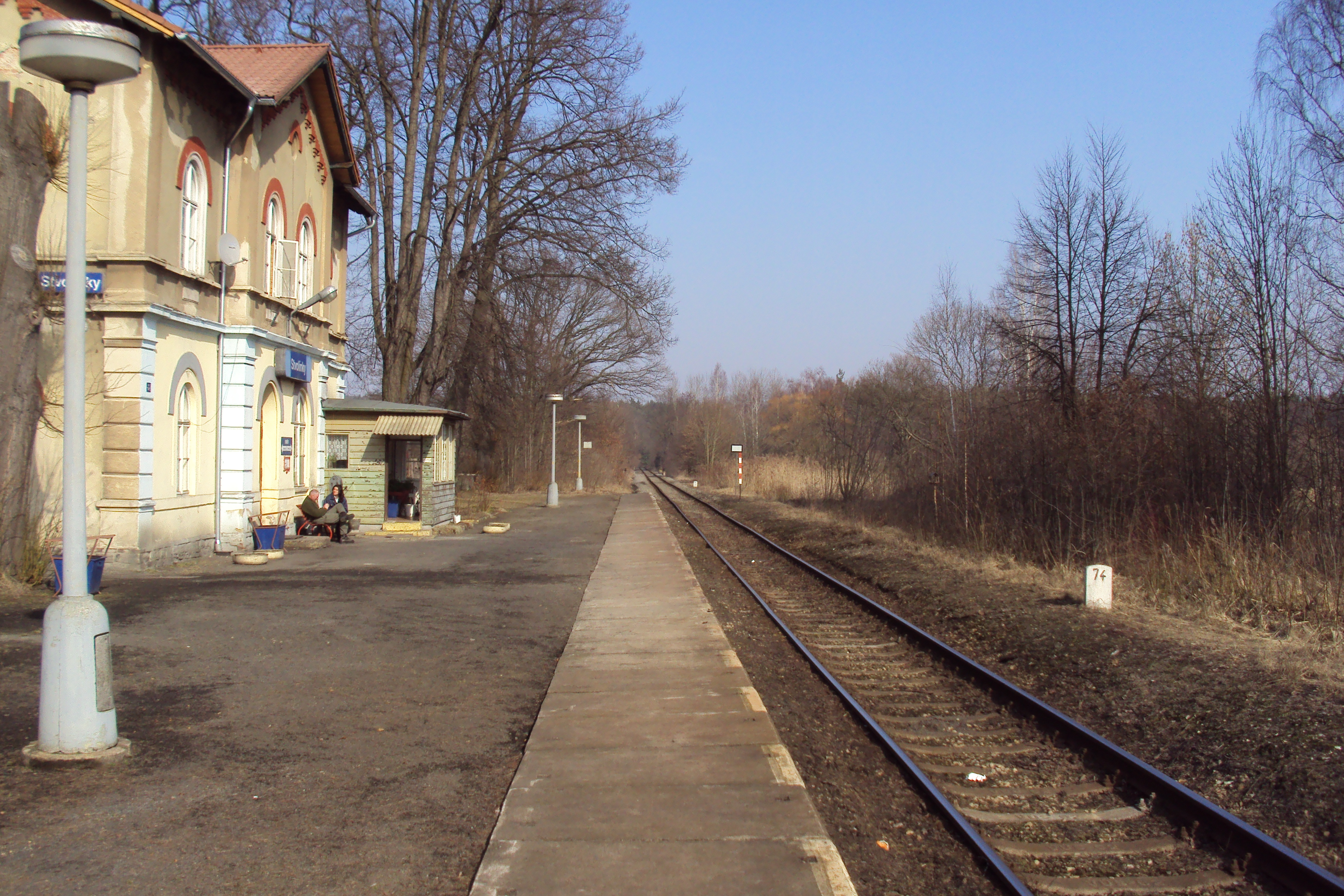
Stvolínky
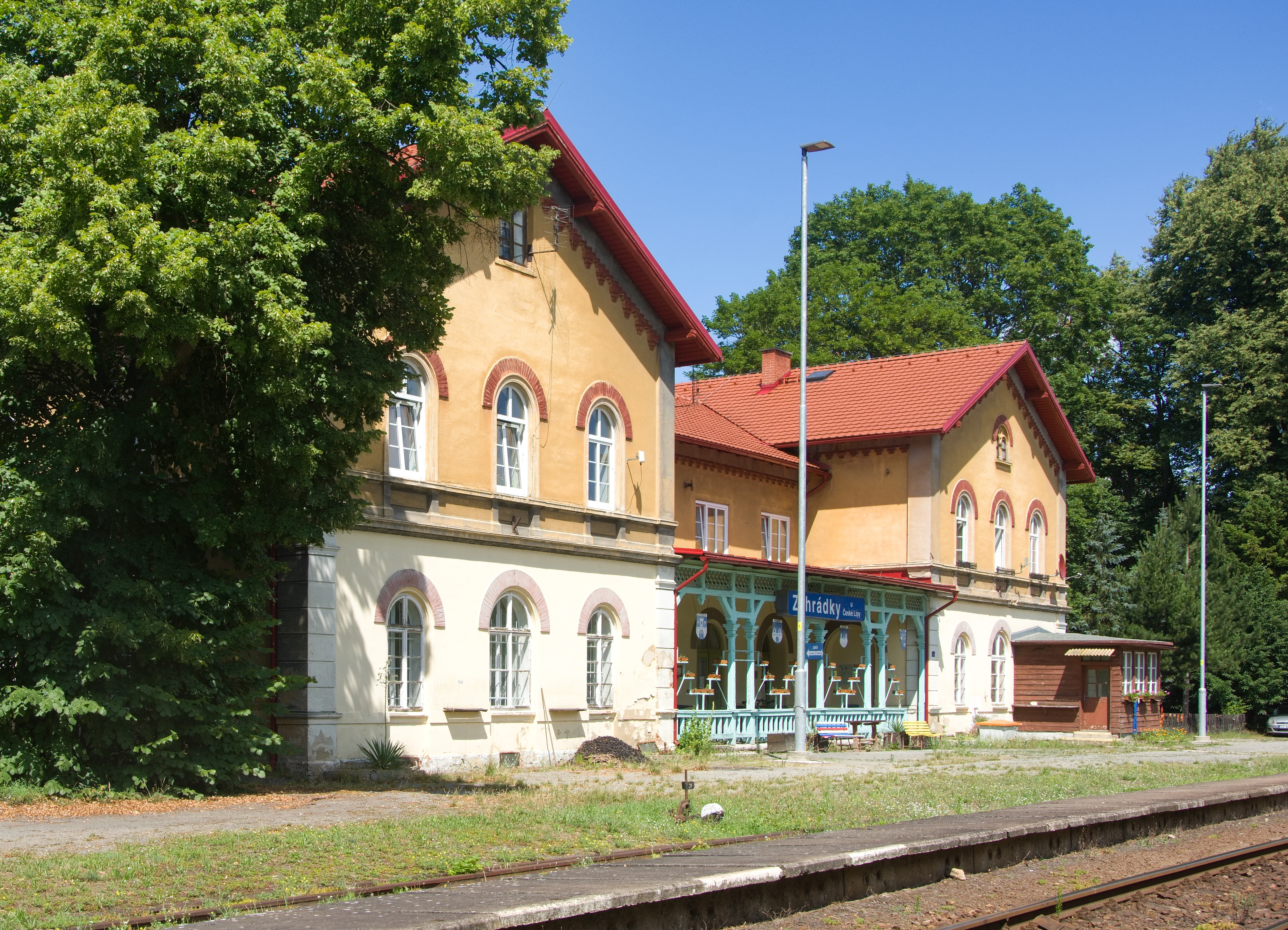
Zahrádky u České Lípy
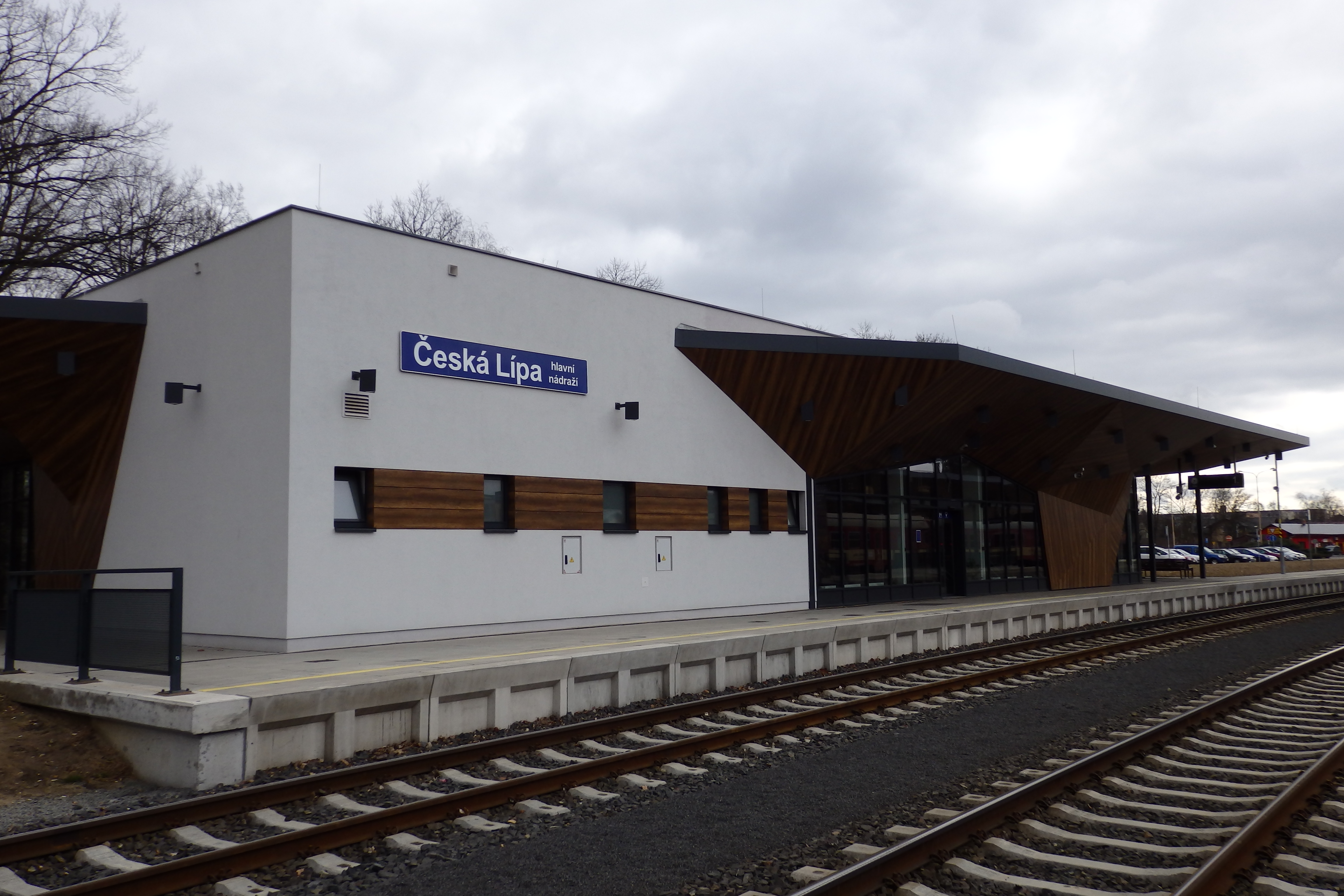
Česká Lípa hl.n.